# Liste des communes de la Haute-Garonne
Pour les autres listes de communes françaises, voir Listes des communes de France.
| - La Haute-Garonne en France métropolitaine. - Carte des communes de la Haute-Garonne. |

Cette page liste les 586 communes du département français de la Haute-Garonne au 1er janvier 2025.

## Liste des communes
Le tableau suivant donne la liste des communes au 1er janvier 2025, en précisant leur code Insee, leur code postal principal, leur arrondissement, leur canton, leur intercommunalité, leur superficie, leur population et leur densité, d'après les chiffres de l'Insee issus du recensement 2022,.
| Nom                         | Code Insee | Code postal                         | Arrondissement | Canton | Intercommunalité                       | Superficie (km2) | Population (dernière pop. légale) | Densité (hab./km2) | Modifier                                    |
| --------------------------- | ---------- | ----------------------------------- | -------------- | --- | -------------------------------------- | ---------------- | --------------------------------- | ------------------ | ------------------------------------------- |
| Toulouse (préfecture)       | 31555      | 31000 31100 31200 31300 31400 31500 | Toulouse       | Toulouse-1 Toulouse-10 Toulouse-11 Toulouse-2 Toulouse-3 Toulouse-4 Toulouse-5 Toulouse-6 Toulouse-7 Toulouse-8 Toulouse-9 | Toulouse Métropole                     | 118,30           | 511 684 (2022)                    | 4 325              | modifier les données · modifier les données |
| Agassac                     | 31001      | 31230                               | Saint-Gaudens  | Cazères | CC Cœur et Coteaux du Comminges        | 9,58             | 117 (2022)                        | 12                 | modifier les données · modifier les données |
| Aignes                      | 31002      | 31550                               | Toulouse       | Escalquens | CC des Terres du Lauragais             | 21,81            | 240 (2022)                        | 11                 | modifier les données · modifier les données |
| Aigrefeuille                | 31003      | 31280                               | Toulouse       | Escalquens | Toulouse Métropole                     | 4,62             | 1 326 (2022)                      | 287                | modifier les données · modifier les données |
| Alan                        | 31005      | 31420                               | Saint-Gaudens  | Cazères | CC Cœur et Coteaux du Comminges        | 11,29            | 289 (2022)                        | 26                 | modifier les données · modifier les données |
| Albiac                      | 31006      | 31460                               | Toulouse       | Revel | CC des Terres du Lauragais             | 4,71             | 229 (2022)                        | 49                 | modifier les données · modifier les données |
| Ambax                       | 31007      | 31230                               | Saint-Gaudens  | Cazères | CC Cœur et Coteaux du Comminges        | 5,95             | 59 (2022)                         | 9,9                | modifier les données · modifier les données |
| Anan                        | 31008      | 31230                               | Saint-Gaudens  | Cazères | CC Cœur et Coteaux du Comminges        | 13,43            | 265 (2022)                        | 20                 | modifier les données · modifier les données |
| Antichan-de-Frontignes      | 31009      | 31510                               | Saint-Gaudens  | Bagnères-de-Luchon | CC des Pyrénées Haut-Garonnaises       | 4,27             | 171 (2022)                        | 40                 | modifier les données · modifier les données |
| Antignac                    | 31010      | 31110                               | Saint-Gaudens  | Bagnères-de-Luchon | CC des Pyrénées Haut-Garonnaises       | 5,80             | 86 (2022)                         | 15                 | modifier les données · modifier les données |
| Arbas                       | 31011      | 31160                               | Saint-Gaudens  | Bagnères-de-Luchon | CC Cagire Garonne Salat                | 7,32             | 285 (2022)                        | 39                 | modifier les données · modifier les données |
| Arbon                       | 31012      | 31160                               | Saint-Gaudens  | Bagnères-de-Luchon | CC Cagire Garonne Salat                | 4,47             | 94 (2022)                         | 21                 | modifier les données · modifier les données |
| Ardiège                     | 31013      | 31210                               | Saint-Gaudens  | Bagnères-de-Luchon | CC des Pyrénées Haut-Garonnaises       | 3,76             | 372 (2022)                        | 99                 | modifier les données · modifier les données |
| Arguenos                    | 31014      | 31160                               | Saint-Gaudens  | Bagnères-de-Luchon | CC Cagire Garonne Salat                | 11,09            | 89 (2022)                         | 8,0                | modifier les données · modifier les données |
| Argut-Dessous               | 31015      | 31440                               | Saint-Gaudens  | Bagnères-de-Luchon | CC des Pyrénées Haut-Garonnaises       | 2,70             | 22 (2022)                         | 8,1                | modifier les données · modifier les données |
| Arlos                       | 31017      | 31440                               | Saint-Gaudens  | Bagnères-de-Luchon | CC des Pyrénées Haut-Garonnaises       | 9,41             | 104 (2022)                        | 11                 | modifier les données · modifier les données |
| Arnaud-Guilhem              | 31018      | 31360                               | Saint-Gaudens  | Bagnères-de-Luchon | CC Cagire Garonne Salat                | 7,70             | 231 (2022)                        | 30                 | modifier les données · modifier les données |
| Artigue                     | 31019      | 31110                               | Saint-Gaudens  | Bagnères-de-Luchon | CC des Pyrénées Haut-Garonnaises       | 9,72             | 32 (2022)                         | 3,3                | modifier les données · modifier les données |
| Aspet                       | 31020      | 31160                               | Saint-Gaudens  | Bagnères-de-Luchon | CC Cagire Garonne Salat                | 26,37            | 914 (2022)                        | 35                 | modifier les données · modifier les données |
| Aspret-Sarrat               | 31021      | 31800                               | Saint-Gaudens  | Saint-Gaudens | CC Cœur et Coteaux du Comminges        | 3,82             | 128 (2022)                        | 34                 | modifier les données · modifier les données |
| Aucamville                  | 31022      | 31140                               | Toulouse       | Castelginest | Toulouse Métropole                     | 3,96             | 9 578 (2022)                      | 2 419              | modifier les données · modifier les données |
| Aulon                       | 31023      | 31420                               | Saint-Gaudens  | Cazères | CC Cœur et Coteaux du Comminges        | 14,90            | 313 (2022)                        | 21                 | modifier les données · modifier les données |
| Auragne                     | 31024      | 31190                               | Muret          | Escalquens | CC du Bassin Auterivain Haut-Garonnais | 13,63            | 466 (2022)                        | 34                 | modifier les données · modifier les données |
| Aureville                   | 31025      | 31320                               | Toulouse       | Castanet-Tolosan | CA du Sicoval                          | 6,80             | 1 022 (2022)                      | 150                | modifier les données · modifier les données |
| Auriac-sur-Vendinelle       | 31026      | 31460                               | Toulouse       | Revel | CC des Terres du Lauragais             | 30,71            | 1 080 (2022)                      | 35                 | modifier les données · modifier les données |
| Auribail                    | 31027      | 31190                               | Muret          | Auterive | CC du Bassin Auterivain Haut-Garonnais | 8,94             | 195 (2022)                        | 22                 | modifier les données · modifier les données |
| Aurignac                    | 31028      | 31420                               | Saint-Gaudens  | Cazères | CC Cœur et Coteaux du Comminges        | 17,95            | 1 240 (2022)                      | 69                 | modifier les données · modifier les données |
| Aurin                       | 31029      | 31570                               | Toulouse       | Revel | CC des Terres du Lauragais             | 7,49             | 340 (2022)                        | 45                 | modifier les données · modifier les données |
| Ausseing                    | 31030      | 31260                               | Saint-Gaudens  | Bagnères-de-Luchon | CC Cagire Garonne Salat                | 5,88             | 87 (2022)                         | 15                 | modifier les données · modifier les données |
| Ausson                      | 31031      | 31210                               | Saint-Gaudens  | Saint-Gaudens | CC Cœur et Coteaux du Comminges        | 4,39             | 592 (2022)                        | 135                | modifier les données · modifier les données |
| Aussonne                    | 31032      | 31840                               | Toulouse       | Blagnac | Toulouse Métropole                     | 13,76            | 7 731 (2022)                      | 562                | modifier les données · modifier les données |
| Auterive                    | 31033      | 31190                               | Muret          | Auterive | CC du Bassin Auterivain Haut-Garonnais | 36,54            | 10 291 (2022)                     | 282                | modifier les données · modifier les données |
| Auzas                       | 31034      | 31360                               | Saint-Gaudens  | Bagnères-de-Luchon | CC Cagire Garonne Salat                | 7,89             | 222 (2022)                        | 28                 | modifier les données · modifier les données |
| Auzeville-Tolosane          | 31035      | 31320                               | Toulouse       | Castanet-Tolosan | CA du Sicoval                          | 6,66             | 4 451 (2022)                      | 668                | modifier les données · modifier les données |
| Auzielle                    | 31036      | 31650                               | Toulouse       | Castanet-Tolosan | CA du Sicoval                          | 4,59             | 1 621 (2022)                      | 353                | modifier les données · modifier les données |
| Avignonet-Lauragais         | 31037      | 31290                               | Toulouse       | Revel | CC des Terres du Lauragais             | 40,66            | 1 600 (2022)                      | 39                 | modifier les données · modifier les données |
| Ayguesvives                 | 31004      | 31450                               | Toulouse       | Escalquens | CA du Sicoval                          | 13,11            | 2 807 (2022)                      | 214                | modifier les données · modifier les données |
| Azas                        | 31038      | 31380                               | Toulouse       | Pechbonnieu | CC Tarn-Agout                          | 12,83            | 670 (2022)                        | 52                 | modifier les données · modifier les données |
| Bachas                      | 31039      | 31420                               | Saint-Gaudens  | Cazères | CC Cœur et Coteaux du Comminges        | 2,62             | 89 (2022)                         | 34                 | modifier les données · modifier les données |
| Bachos                      | 31040      | 31440                               | Saint-Gaudens  | Bagnères-de-Luchon | CC des Pyrénées Haut-Garonnaises       | 2,67             | 33 (2022)                         | 12                 | modifier les données · modifier les données |
| Bagiry                      | 31041      | 31510                               | Saint-Gaudens  | Bagnères-de-Luchon | CC des Pyrénées Haut-Garonnaises       | 2,78             | 107 (2022)                        | 38                 | modifier les données · modifier les données |
| Bagnères-de-Luchon          | 31042      | 31110                               | Saint-Gaudens  | Bagnères-de-Luchon | CC des Pyrénées Haut-Garonnaises       | 52,80            | 2 081 (2022)                      | 39                 | modifier les données · modifier les données |
| Balesta                     | 31043      | 31580                               | Saint-Gaudens  | Saint-Gaudens | CC Cœur et Coteaux du Comminges        | 7,16             | 158 (2022)                        | 22                 | modifier les données · modifier les données |
| Balma                       | 31044      | 31130                               | Toulouse       | Toulouse-10 | Toulouse Métropole                     | 16,59            | 17 431 (2022)                     | 1 051              | modifier les données · modifier les données |
| Barbazan                    | 31045      | 31510                               | Saint-Gaudens  | Bagnères-de-Luchon | CC des Pyrénées Haut-Garonnaises       | 6,05             | 507 (2022)                        | 84                 | modifier les données · modifier les données |
| Baren                       | 31046      | 31440                               | Saint-Gaudens  | Bagnères-de-Luchon | CC des Pyrénées Haut-Garonnaises       | 3,06             | 11 (2022)                         | 3,6                | modifier les données · modifier les données |
| Bax                         | 31047      | 31310                               | Muret          | Auterive | CC du Volvestre                        | 5,99             | 99 (2022)                         | 17                 | modifier les données · modifier les données |
| Baziège                     | 31048      | 31450                               | Toulouse       | Escalquens | CA du Sicoval                          | 19,72            | 3 590 (2022)                      | 182                | modifier les données · modifier les données |
| Bazus                       | 31049      | 31380                               | Toulouse       | Pechbonnieu | CC des Coteaux du Girou                | 9,13             | 600 (2022)                        | 66                 | modifier les données · modifier les données |
| Beauchalot                  | 31050      | 31360                               | Saint-Gaudens  | Bagnères-de-Luchon | CC Cagire Garonne Salat                | 6,33             | 659 (2022)                        | 104                | modifier les données · modifier les données |
| Beaufort                    | 31051      | 31370                               | Muret          | Cazères | CC Cœur de Garonne                     | 8,51             | 479 (2022)                        | 56                 | modifier les données · modifier les données |
| Beaumont-sur-Lèze           | 31052      | 31870                               | Muret          | Auterive | CC du Bassin Auterivain Haut-Garonnais | 26,31            | 1 638 (2022)                      | 62                 | modifier les données · modifier les données |
| Beaupuy                     | 31053      | 31850                               | Toulouse       | Toulouse-10 | Toulouse Métropole                     | 5,84             | 1 225 (2022)                      | 210                | modifier les données · modifier les données |
| Beauteville                 | 31054      | 31290                               | Toulouse       | Revel | CC des Terres du Lauragais             | 4,49             | 199 (2022)                        | 44                 | modifier les données · modifier les données |
| Beauville                   | 31055      | 31460                               | Toulouse       | Revel | CC des Terres du Lauragais             | 6,06             | 170 (2022)                        | 28                 | modifier les données · modifier les données |
| Beauzelle                   | 31056      | 31700                               | Toulouse       | Blagnac | Toulouse Métropole                     | 4,42             | 8 184 (2022)                      | 1 852              | modifier les données · modifier les données |
| Belberaud                   | 31057      | 31450                               | Toulouse       | Escalquens | CA du Sicoval                          | 7,47             | 1 528 (2022)                      | 205                | modifier les données · modifier les données |
| Belbèze-de-Lauragais        | 31058      | 31450                               | Toulouse       | Escalquens | CA du Sicoval                          | 3,71             | 127 (2022)                        | 34                 | modifier les données · modifier les données |
| Belbèze-en-Comminges        | 31059      | 31260                               | Saint-Gaudens  | Bagnères-de-Luchon | CC Cagire Garonne Salat                | 9,56             | 109 (2022)                        | 11                 | modifier les données · modifier les données |
| Bélesta-en-Lauragais        | 31060      | 31540                               | Toulouse       | Revel | CC Aux sources du Canal du Midi        | 5,59             | 112 (2022)                        | 20                 | modifier les données · modifier les données |
| Bellegarde-Sainte-Marie     | 31061      | 31530                               | Toulouse       | Léguevin | CC des Hauts Tolosans                  | 11,66            | 203 (2022)                        | 17                 | modifier les données · modifier les données |
| Bellesserre                 | 31062      | 31480                               | Toulouse       | Léguevin | CC des Hauts Tolosans                  | 3,39             | 110 (2022)                        | 32                 | modifier les données · modifier les données |
| Benque                      | 31063      | 31420                               | Saint-Gaudens  | Cazères | CC Cœur et Coteaux du Comminges        | 11,30            | 175 (2022)                        | 15                 | modifier les données · modifier les données |
| Benque-Dessous-et-Dessus    | 31064      | 31110                               | Saint-Gaudens  | Bagnères-de-Luchon | CC des Pyrénées Haut-Garonnaises       | 3,72             | 29 (2022)                         | 7,8                | modifier les données · modifier les données |
| Bérat                       | 31065      | 31370                               | Muret          | Cazères | CC Cœur de Garonne                     | 24,46            | 3 079 (2022)                      | 126                | modifier les données · modifier les données |
| Bessières                   | 31066      | 31660                               | Toulouse       | Villemur-sur-Tarn | CC Val'Aïgo                            | 16,68            | 4 238 (2022)                      | 254                | modifier les données · modifier les données |
| Bezins-Garraux              | 31067      | 31440                               | Saint-Gaudens  | Bagnères-de-Luchon | CC des Pyrénées Haut-Garonnaises       | 7,71             | 44 (2022)                         | 5,7                | modifier les données · modifier les données |
| Billière                    | 31068      | 31110                               | Saint-Gaudens  | Bagnères-de-Luchon | CC des Pyrénées Haut-Garonnaises       | 2,18             | 34 (2022)                         | 16                 | modifier les données · modifier les données |
| Binos                       | 31590      | 31440                               | Saint-Gaudens  | Bagnères-de-Luchon | CC des Pyrénées Haut-Garonnaises       | 1,96             | 42 (2022)                         | 21                 | modifier les données · modifier les données |
| Blagnac                     | 31069      | 31700                               | Toulouse       | Blagnac | Toulouse Métropole                     | 16,88            | 27 314 (2022)                     | 1 618              | modifier les données · modifier les données |
| Blajan                      | 31070      | 31350                               | Saint-Gaudens  | Saint-Gaudens | CC Cœur et Coteaux du Comminges        | 12,68            | 433 (2022)                        | 34                 | modifier les données · modifier les données |
| Bois-de-la-Pierre           | 31071      | 31390                               | Muret          | Auterive | CC du Volvestre                        | 7,42             | 459 (2022)                        | 62                 | modifier les données · modifier les données |
| Boissède                    | 31072      | 31230                               | Saint-Gaudens  | Cazères | CC Cœur et Coteaux du Comminges        | 3,84             | 68 (2022)                         | 18                 | modifier les données · modifier les données |
| Bondigoux                   | 31073      | 31340                               | Toulouse       | Villemur-sur-Tarn | CC Val'Aïgo                            | 7,46             | 749 (2022)                        | 100                | modifier les données · modifier les données |
| Bonrepos-Riquet             | 31074      | 31590                               | Toulouse       | Pechbonnieu | CC des Coteaux du Girou                | 5,69             | 295 (2022)                        | 52                 | modifier les données · modifier les données |
| Bonrepos-sur-Aussonnelle    | 31075      | 31470                               | Muret          | Plaisance-du-Touch | CA Le Muretain Agglo                   | 10,17            | 1 247 (2022)                      | 123                | modifier les données · modifier les données |
| Bordes-de-Rivière           | 31076      | 31210                               | Saint-Gaudens  | Saint-Gaudens | CC Cœur et Coteaux du Comminges        | 8,52             | 460 (2022)                        | 54                 | modifier les données · modifier les données |
| Le Born                     | 31077      | 31340                               | Toulouse       | Villemur-sur-Tarn | CC Val'Aïgo                            | 10,85            | 658 (2022)                        | 61                 | modifier les données · modifier les données |
| Boudrac                     | 31078      | 31580                               | Saint-Gaudens  | Saint-Gaudens | CC Cœur et Coteaux du Comminges        | 11,64            | 149 (2022)                        | 13                 | modifier les données · modifier les données |
| Bouloc                      | 31079      | 31620                               | Toulouse       | Villemur-sur-Tarn | CC du Frontonnais                      | 18,55            | 4 655 (2022)                      | 251                | modifier les données · modifier les données |
| Boulogne-sur-Gesse          | 31080      | 31350                               | Saint-Gaudens  | Saint-Gaudens | CC Cœur et Coteaux du Comminges        | 24,73            | 1 658 (2022)                      | 67                 | modifier les données · modifier les données |
| Bourg-d'Oueil               | 31081      | 31110                               | Saint-Gaudens  | Bagnères-de-Luchon | CC des Pyrénées Haut-Garonnaises       | 9,52             | 13 (2022)                         | 1,4                | modifier les données · modifier les données |
| Bourg-Saint-Bernard         | 31082      | 31570                               | Toulouse       | Revel | CC des Terres du Lauragais             | 16,60            | 1 109 (2022)                      | 67                 | modifier les données · modifier les données |
| Boussan                     | 31083      | 31420                               | Saint-Gaudens  | Cazères | CC Cœur et Coteaux du Comminges        | 12,45            | 230 (2022)                        | 18                 | modifier les données · modifier les données |
| Boussens                    | 31084      | 31360                               | Muret          | Cazères | CC Cœur de Garonne                     | 4,33             | 1 108 (2022)                      | 256                | modifier les données · modifier les données |
| Boutx                       | 31085      | 31160 31440                         | Saint-Gaudens  | Bagnères-de-Luchon | CC des Pyrénées Haut-Garonnaises       | 47,28            | 253 (2022)                        | 5,4                | modifier les données · modifier les données |
| Bouzin                      | 31086      | 31420                               | Saint-Gaudens  | Cazères | CC Cœur et Coteaux du Comminges        | 4,27             | 81 (2022)                         | 19                 | modifier les données · modifier les données |
| Bragayrac                   | 31087      | 31470                               | Muret          | Plaisance-du-Touch | CA Le Muretain Agglo                   | 8,25             | 315 (2022)                        | 38                 | modifier les données · modifier les données |
| Brax                        | 31088      | 31490                               | Toulouse       | Toulouse-7 | Toulouse Métropole                     | 4,42             | 2 938 (2022)                      | 665                | modifier les données · modifier les données |
| Bretx                       | 31089      | 31530                               | Toulouse       | Léguevin | CC des Hauts Tolosans                  | 8,41             | 666 (2022)                        | 79                 | modifier les données · modifier les données |
| Brignemont                  | 31090      | 31480                               | Toulouse       | Léguevin | CC des Hauts Tolosans                  | 21,96            | 367 (2022)                        | 17                 | modifier les données · modifier les données |
| Bruguières                  | 31091      | 31150                               | Toulouse       | Castelginest | Toulouse Métropole                     | 9,03             | 5 908 (2022)                      | 654                | modifier les données · modifier les données |
| Burgalays                   | 31092      | 31440                               | Saint-Gaudens  | Bagnères-de-Luchon | CC des Pyrénées Haut-Garonnaises       | 5,05             | 122 (2022)                        | 24                 | modifier les données · modifier les données |
| Le Burgaud                  | 31093      | 31330                               | Toulouse       | Léguevin | CC des Hauts Tolosans                  | 24,18            | 937 (2022)                        | 39                 | modifier les données · modifier les données |
| Buzet-sur-Tarn              | 31094      | 31660                               | Toulouse       | Villemur-sur-Tarn | CC Val'Aïgo                            | 30,19            | 2 847 (2022)                      | 94                 | modifier les données · modifier les données |
| Cabanac-Cazaux              | 31095      | 31160                               | Saint-Gaudens  | Bagnères-de-Luchon | CC Cagire Garonne Salat                | 3,81             | 130 (2022)                        | 34                 | modifier les données · modifier les données |
| Cabanac-Séguenville         | 31096      | 31480                               | Toulouse       | Léguevin | CC des Hauts Tolosans                  | 10,18            | 187 (2022)                        | 18                 | modifier les données · modifier les données |
| Le Cabanial                 | 31097      | 31460                               | Toulouse       | Revel | CC des Terres du Lauragais             | 8,47             | 468 (2022)                        | 55                 | modifier les données · modifier les données |
| Cadours                     | 31098      | 31480                               | Toulouse       | Léguevin | CC des Hauts Tolosans                  | 10,58            | 1 134 (2022)                      | 107                | modifier les données · modifier les données |
| Caignac                     | 31099      | 31560                               | Toulouse       | Escalquens | CC des Terres du Lauragais             | 9,36             | 414 (2022)                        | 44                 | modifier les données · modifier les données |
| Calmont                     | 31100      | 31560                               | Toulouse       | Escalquens | CC des Terres du Lauragais             | 40,27            | 2 442 (2022)                      | 61                 | modifier les données · modifier les données |
| Cambernard                  | 31101      | 31470                               | Muret          | Cazères | CC Cœur de Garonne                     | 8,48             | 496 (2022)                        | 58                 | modifier les données · modifier les données |
| Cambiac                     | 31102      | 31460                               | Toulouse       | Revel | CC des Terres du Lauragais             | 7,74             | 228 (2022)                        | 29                 | modifier les données · modifier les données |
| Canens                      | 31103      | 31310                               | Muret          | Auterive | CC du Volvestre                        | 4,84             | 61 (2022)                         | 13                 | modifier les données · modifier les données |
| Capens                      | 31104      | 31410                               | Muret          | Auterive | CC du Volvestre                        | 6,77             | 650 (2022)                        | 96                 | modifier les données · modifier les données |
| Caragoudes                  | 31105      | 31460                               | Toulouse       | Revel | CC des Terres du Lauragais             | 8,31             | 239 (2022)                        | 29                 | modifier les données · modifier les données |
| Caraman                     | 31106      | 31460                               | Toulouse       | Revel | CC des Terres du Lauragais             | 30,19            | 2 487 (2022)                      | 82                 | modifier les données · modifier les données |
| Carbonne                    | 31107      | 31390                               | Muret          | Auterive | CC du Volvestre                        | 26,59            | 5 650 (2022)                      | 212                | modifier les données · modifier les données |
| Cardeilhac                  | 31108      | 31350                               | Saint-Gaudens  | Saint-Gaudens | CC Cœur et Coteaux du Comminges        | 18,41            | 258 (2022)                        | 14                 | modifier les données · modifier les données |
| Cassagnabère-Tournas        | 31109      | 31420                               | Saint-Gaudens  | Cazères | CC Cœur et Coteaux du Comminges        | 25,24            | 467 (2022)                        | 19                 | modifier les données · modifier les données |
| Cassagne                    | 31110      | 31260                               | Saint-Gaudens  | Bagnères-de-Luchon | CC Cagire Garonne Salat                | 10,97            | 644 (2022)                        | 59                 | modifier les données · modifier les données |
| Castagnac                   | 31111      | 31310                               | Muret          | Auterive | CC du Volvestre                        | 10,77            | 326 (2022)                        | 30                 | modifier les données · modifier les données |
| Castagnède                  | 31112      | 31260                               | Saint-Gaudens  | Bagnères-de-Luchon | CC Cagire Garonne Salat                | 3,32             | 178 (2022)                        | 54                 | modifier les données · modifier les données |
| Castanet-Tolosan            | 31113      | 31320                               | Toulouse       | Castanet-Tolosan | CA du Sicoval                          | 8,22             | 15 264 (2022)                     | 1 857              | modifier les données · modifier les données |
| Castelbiague                | 31114      | 31160                               | Saint-Gaudens  | Bagnères-de-Luchon | CC Cagire Garonne Salat                | 5,84             | 243 (2022)                        | 42                 | modifier les données · modifier les données |
| Castelgaillard              | 31115      | 31230                               | Saint-Gaudens  | Cazères | CC Cœur et Coteaux du Comminges        | 6,82             | 56 (2022)                         | 8,2                | modifier les données · modifier les données |
| Castelginest                | 31116      | 31780                               | Toulouse       | Castelginest | Toulouse Métropole                     | 8,11             | 11 033 (2022)                     | 1 360              | modifier les données · modifier les données |
| Castelmaurou                | 31117      | 31180                               | Toulouse       | Pechbonnieu | CC des Coteaux Bellevue                | 16,77            | 4 491 (2022)                      | 268                | modifier les données · modifier les données |
| Castelnau-d'Estrétefonds    | 31118      | 31620                               | Toulouse       | Villemur-sur-Tarn | CC du Frontonnais                      | 28,32            | 6 915 (2022)                      | 244                | modifier les données · modifier les données |
| Castelnau-Picampeau         | 31119      | 31430                               | Muret          | Cazères | CC Cœur de Garonne                     | 11,30            | 226 (2022)                        | 20                 | modifier les données · modifier les données |
| Le Castéra                  | 31120      | 31530                               | Toulouse       | Léguevin | CC des Hauts Tolosans                  | 16,71            | 797 (2022)                        | 48                 | modifier les données · modifier les données |
| Castéra-Vignoles            | 31121      | 31350                               | Saint-Gaudens  | Saint-Gaudens | CC Cœur et Coteaux du Comminges        | 4,19             | 59 (2022)                         | 14                 | modifier les données · modifier les données |
| Casties-Labrande            | 31122      | 31430                               | Muret          | Cazères | CC Cœur de Garonne                     | 8,70             | 95 (2022)                         | 11                 | modifier les données · modifier les données |
| Castillon-de-Larboust       | 31123      | 31110                               | Saint-Gaudens  | Bagnères-de-Luchon | CC des Pyrénées Haut-Garonnaises       | 20,67            | 81 (2022)                         | 3,9                | modifier les données · modifier les données |
| Castillon-de-Saint-Martory  | 31124      | 31360                               | Saint-Gaudens  | Bagnères-de-Luchon | CC Cagire Garonne Salat                | 10,98            | 399 (2022)                        | 36                 | modifier les données · modifier les données |
| Cathervielle                | 31125      | 31110                               | Saint-Gaudens  | Bagnères-de-Luchon | CC des Pyrénées Haut-Garonnaises       | 3,70             | 32 (2022)                         | 8,6                | modifier les données · modifier les données |
| Caubiac                     | 31126      | 31480                               | Toulouse       | Léguevin | CC des Hauts Tolosans                  | 7,99             | 440 (2022)                        | 55                 | modifier les données · modifier les données |
| Caubous                     | 31127      | 31110                               | Saint-Gaudens  | Bagnères-de-Luchon | CC des Pyrénées Haut-Garonnaises       | 3,78             | 3 (2022)                          | 0,79               | modifier les données · modifier les données |
| Caujac                      | 31128      | 31190                               | Muret          | Auterive | CC du Bassin Auterivain Haut-Garonnais | 10,82            | 864 (2022)                        | 80                 | modifier les données · modifier les données |
| Cazac                       | 31593      | 31230                               | Saint-Gaudens  | Cazères | CC Cœur et Coteaux du Comminges        | 6,23             | 78 (2022)                         | 13                 | modifier les données · modifier les données |
| Cazaril-Tambourès           | 31130      | 31580                               | Saint-Gaudens  | Saint-Gaudens | CC Cœur et Coteaux du Comminges        | 6,93             | 85 (2022)                         | 12                 | modifier les données · modifier les données |
| Cazarilh-Laspènes           | 31129      | 31110                               | Saint-Gaudens  | Bagnères-de-Luchon | CC des Pyrénées Haut-Garonnaises       | 2,37             | 14 (2022)                         | 5,9                | modifier les données · modifier les données |
| Cazaunous                   | 31131      | 31160                               | Saint-Gaudens  | Bagnères-de-Luchon | CC Cagire Garonne Salat                | 4,66             | 65 (2022)                         | 14                 | modifier les données · modifier les données |
| Cazaux-Layrisse             | 31132      | 31440                               | Saint-Gaudens  | Bagnères-de-Luchon | CC des Pyrénées Haut-Garonnaises       | 2,76             | 61 (2022)                         | 22                 | modifier les données · modifier les données |
| Cazeaux-de-Larboust         | 31133      | 31110                               | Saint-Gaudens  | Bagnères-de-Luchon | CC des Pyrénées Haut-Garonnaises       | 19,14            | 93 (2022)                         | 4,9                | modifier les données · modifier les données |
| Cazeneuve-Montaut           | 31134      | 31420                               | Saint-Gaudens  | Cazères | CC Cœur et Coteaux du Comminges        | 4,59             | 90 (2022)                         | 20                 | modifier les données · modifier les données |
| Cazères                     | 31135      | 31220                               | Muret          | Cazères | CC Cœur de Garonne                     | 19,55            | 4 818 (2022)                      | 246                | modifier les données · modifier les données |
| Cépet                       | 31136      | 31620                               | Toulouse       | Villemur-sur-Tarn | CC du Frontonnais                      | 7,11             | 2 325 (2022)                      | 327                | modifier les données · modifier les données |
| Cessales                    | 31137      | 31290                               | Toulouse       | Revel | CC des Terres du Lauragais             | 3,34             | 161 (2022)                        | 48                 | modifier les données · modifier les données |
| Charlas                     | 31138      | 31350                               | Saint-Gaudens  | Saint-Gaudens | CC Cœur et Coteaux du Comminges        | 11,32            | 253 (2022)                        | 22                 | modifier les données · modifier les données |
| Chaum                       | 31139      | 31440                               | Saint-Gaudens  | Bagnères-de-Luchon | CC des Pyrénées Haut-Garonnaises       | 5,70             | 197 (2022)                        | 35                 | modifier les données · modifier les données |
| Chein-Dessus                | 31140      | 31160                               | Saint-Gaudens  | Bagnères-de-Luchon | CC Cagire Garonne Salat                | 12,69            | 207 (2022)                        | 16                 | modifier les données · modifier les données |
| Ciadoux                     | 31141      | 31350                               | Saint-Gaudens  | Saint-Gaudens | CC Cœur et Coteaux du Comminges        | 9,73             | 226 (2022)                        | 23                 | modifier les données · modifier les données |
| Cier-de-Luchon              | 31142      | 31110                               | Saint-Gaudens  | Bagnères-de-Luchon | CC des Pyrénées Haut-Garonnaises       | 10,59            | 228 (2022)                        | 22                 | modifier les données · modifier les données |
| Cier-de-Rivière             | 31143      | 31510                               | Saint-Gaudens  | Bagnères-de-Luchon | CC des Pyrénées Haut-Garonnaises       | 9,26             | 267 (2022)                        | 29                 | modifier les données · modifier les données |
| Cierp-Gaud                  | 31144      | 31440                               | Saint-Gaudens  | Bagnères-de-Luchon | CC des Pyrénées Haut-Garonnaises       | 13,90            | 696 (2022)                        | 50                 | modifier les données · modifier les données |
| Cintegabelle                | 31145      | 31550                               | Muret          | Auterive | CC du Bassin Auterivain Haut-Garonnais | 52,92            | 2 994 (2022)                      | 57                 | modifier les données · modifier les données |
| Cirès                       | 31146      | 31110                               | Saint-Gaudens  | Bagnères-de-Luchon | CC des Pyrénées Haut-Garonnaises       | 5,11             | 11 (2022)                         | 2,2                | modifier les données · modifier les données |
| Clarac                      | 31147      | 31210                               | Saint-Gaudens  | Saint-Gaudens | CC Cœur et Coteaux du Comminges        | 4,74             | 676 (2022)                        | 143                | modifier les données · modifier les données |
| Clermont-le-Fort            | 31148      | 31810                               | Toulouse       | Castanet-Tolosan | CA du Sicoval                          | 10,04            | 526 (2022)                        | 52                 | modifier les données · modifier les données |
| Colomiers                   | 31149      | 31770                               | Toulouse       | Toulouse-7 | Toulouse Métropole                     | 20,83            | 40 916 (2022)                     | 1 964              | modifier les données · modifier les données |
| Cornebarrieu                | 31150      | 31700                               | Toulouse       | Blagnac | Toulouse Métropole                     | 18,70            | 8 571 (2022)                      | 458                | modifier les données · modifier les données |
| Corronsac                   | 31151      | 31450                               | Toulouse       | Escalquens | CA du Sicoval                          | 6,34             | 895 (2022)                        | 141                | modifier les données · modifier les données |
| Coueilles                   | 31152      | 31230                               | Saint-Gaudens  | Cazères | CC Cœur et Coteaux du Comminges        | 6,45             | 90 (2022)                         | 14                 | modifier les données · modifier les données |
| Couladère                   | 31153      | 31220                               | Muret          | Cazères | CC Cœur de Garonne                     | 2,18             | 413 (2022)                        | 189                | modifier les données · modifier les données |
| Couret                      | 31155      | 31160                               | Saint-Gaudens  | Bagnères-de-Luchon | CC Cagire Garonne Salat                | 4,34             | 229 (2022)                        | 53                 | modifier les données · modifier les données |
| Cox                         | 31156      | 31480                               | Toulouse       | Léguevin | CC des Hauts Tolosans                  | 4,07             | 365 (2022)                        | 90                 | modifier les données · modifier les données |
| Cugnaux                     | 31157      | 31270                               | Toulouse       | Tournefeuille | Toulouse Métropole                     | 13,01            | 20 239 (2022)                     | 1 556              | modifier les données · modifier les données |
| Cuguron                     | 31158      | 31210                               | Saint-Gaudens  | Saint-Gaudens | CC Cœur et Coteaux du Comminges        | 7,07             | 164 (2022)                        | 23                 | modifier les données · modifier les données |
| Le Cuing                    | 31159      | 31210                               | Saint-Gaudens  | Saint-Gaudens | CC Cœur et Coteaux du Comminges        | 13,05            | 479 (2022)                        | 37                 | modifier les données · modifier les données |
| Daux                        | 31160      | 31700                               | Toulouse       | Léguevin | CC des Hauts Tolosans                  | 16,88            | 2 575 (2022)                      | 153                | modifier les données · modifier les données |
| Deyme                       | 31161      | 31450                               | Toulouse       | Escalquens | CA du Sicoval                          | 7,05             | 1 412 (2022)                      | 200                | modifier les données · modifier les données |
| Donneville                  | 31162      | 31450                               | Toulouse       | Escalquens | CA du Sicoval                          | 2,67             | 1 138 (2022)                      | 426                | modifier les données · modifier les données |
| Drémil-Lafage               | 31163      | 31280                               | Toulouse       | Toulouse-10 | Toulouse Métropole                     | 12,49            | 2 622 (2022)                      | 210                | modifier les données · modifier les données |
| Drudas                      | 31164      | 31480                               | Toulouse       | Léguevin | CC des Hauts Tolosans                  | 11,17            | 199 (2022)                        | 18                 | modifier les données · modifier les données |
| Eaunes                      | 31165      | 31600                               | Muret          | Portet-sur-Garonne | CA Le Muretain Agglo                   | 14,95            | 6 525 (2022)                      | 436                | modifier les données · modifier les données |
| Empeaux                     | 31166      | 31470                               | Muret          | Plaisance-du-Touch | CA Le Muretain Agglo                   | 4,56             | 305 (2022)                        | 67                 | modifier les données · modifier les données |
| Encausse-les-Thermes        | 31167      | 31160                               | Saint-Gaudens  | Bagnères-de-Luchon | CC Cagire Garonne Salat                | 8,15             | 673 (2022)                        | 83                 | modifier les données · modifier les données |
| Eoux                        | 31168      | 31420                               | Saint-Gaudens  | Cazères | CC Cœur et Coteaux du Comminges        | 9,17             | 131 (2022)                        | 14                 | modifier les données · modifier les données |
| Escalquens                  | 31169      | 31750                               | Toulouse       | Escalquens | CA du Sicoval                          | 8,42             | 6 990 (2022)                      | 830                | modifier les données · modifier les données |
| Escanecrabe                 | 31170      | 31350                               | Saint-Gaudens  | Saint-Gaudens | CC Cœur et Coteaux du Comminges        | 16,07            | 211 (2022)                        | 13                 | modifier les données · modifier les données |
| Escoulis                    | 31591      | 31260                               | Saint-Gaudens  | Bagnères-de-Luchon | CC Cagire Garonne Salat                | 4,64             | 77 (2022)                         | 17                 | modifier les données · modifier les données |
| Espanès                     | 31171      | 31450                               | Toulouse       | Escalquens | CA du Sicoval                          | 3,53             | 278 (2022)                        | 79                 | modifier les données · modifier les données |
| Esparron                    | 31172      | 31420                               | Saint-Gaudens  | Cazères | CC Cœur et Coteaux du Comminges        | 5,53             | 42 (2022)                         | 7,6                | modifier les données · modifier les données |
| Esperce                     | 31173      | 31190                               | Muret          | Auterive | CC du Bassin Auterivain Haut-Garonnais | 16,42            | 281 (2022)                        | 17                 | modifier les données · modifier les données |
| Estadens                    | 31174      | 31160                               | Saint-Gaudens  | Bagnères-de-Luchon | CC Cagire Garonne Salat                | 17,47            | 526 (2022)                        | 30                 | modifier les données · modifier les données |
| Estancarbon                 | 31175      | 31800                               | Saint-Gaudens  | Saint-Gaudens | CC Cœur et Coteaux du Comminges        | 6,23             | 615 (2022)                        | 99                 | modifier les données · modifier les données |
| Esténos                     | 31176      | 31440                               | Saint-Gaudens  | Bagnères-de-Luchon | CC des Pyrénées Haut-Garonnaises       | 3,41             | 193 (2022)                        | 57                 | modifier les données · modifier les données |
| Eup                         | 31177      | 31440                               | Saint-Gaudens  | Bagnères-de-Luchon | CC des Pyrénées Haut-Garonnaises       | 2,22             | 137 (2022)                        | 62                 | modifier les données · modifier les données |
| Fabas                       | 31178      | 31230                               | Saint-Gaudens  | Cazères | CC Cœur et Coteaux du Comminges        | 18,68            | 199 (2022)                        | 11                 | modifier les données · modifier les données |
| Le Faget                    | 31179      | 31460                               | Toulouse       | Revel | CC des Terres du Lauragais             | 11,31            | 301 (2022)                        | 27                 | modifier les données · modifier les données |
| Falga                       | 31180      | 31540                               | Toulouse       | Revel | CC Aux sources du Canal du Midi        | 5,38             | 148 (2022)                        | 28                 | modifier les données · modifier les données |
| Le Fauga                    | 31181      | 31410                               | Muret          | Muret | CA Le Muretain Agglo                   | 8,92             | 2 509 (2022)                      | 281                | modifier les données · modifier les données |
| Fenouillet                  | 31182      | 31150                               | Toulouse       | Castelginest | Toulouse Métropole                     | 9,51             | 5 727 (2022)                      | 602                | modifier les données · modifier les données |
| Figarol                     | 31183      | 31260                               | Saint-Gaudens  | Bagnères-de-Luchon | CC Cagire Garonne Salat                | 11,60            | 313 (2022)                        | 27                 | modifier les données · modifier les données |
| Flourens                    | 31184      | 31130                               | Toulouse       | Toulouse-10 | Toulouse Métropole                     | 9,74             | 2 073 (2022)                      | 213                | modifier les données · modifier les données |
| Folcarde                    | 31185      | 31290                               | Toulouse       | Revel | CC des Terres du Lauragais             | 2,33             | 117 (2022)                        | 50                 | modifier les données · modifier les données |
| Fonbeauzard                 | 31186      | 31140                               | Toulouse       | Castelginest | Toulouse Métropole                     | 1,32             | 3 086 (2022)                      | 2 338              | modifier les données · modifier les données |
| Fonsorbes                   | 31187      | 31470                               | Muret          | Plaisance-du-Touch | CA Le Muretain Agglo                   | 19,03            | 13 048 (2022)                     | 686                | modifier les données · modifier les données |
| Fontenilles                 | 31188      | 31470                               | Muret          | Plaisance-du-Touch | CC Le Grand Ouest Toulousain           | 20,22            | 5 869 (2022)                      | 290                | modifier les données · modifier les données |
| Forgues                     | 31189      | 31370                               | Muret          | Cazères | CC Cœur de Garonne                     | 5,24             | 217 (2022)                        | 41                 | modifier les données · modifier les données |
| Fos                         | 31190      | 31440                               | Saint-Gaudens  | Bagnères-de-Luchon | CC des Pyrénées Haut-Garonnaises       | 18,17            | 241 (2022)                        | 13                 | modifier les données · modifier les données |
| Fougaron                    | 31191      | 31160                               | Saint-Gaudens  | Bagnères-de-Luchon | CC Cagire Garonne Salat                | 9,14             | 109 (2022)                        | 12                 | modifier les données · modifier les données |
| Fourquevaux                 | 31192      | 31450                               | Toulouse       | Escalquens | CA du Sicoval                          | 10,03            | 808 (2022)                        | 81                 | modifier les données · modifier les données |
| Le Fousseret                | 31193      | 31430                               | Muret          | Cazères | CC Cœur de Garonne                     | 38,31            | 1 875 (2022)                      | 49                 | modifier les données · modifier les données |
| Francarville                | 31194      | 31460                               | Toulouse       | Revel | CC des Terres du Lauragais             | 7,00             | 185 (2022)                        | 26                 | modifier les données · modifier les données |
| Francazal                   | 31195      | 31260                               | Saint-Gaudens  | Bagnères-de-Luchon | CC Cagire Garonne Salat                | 5,46             | 28 (2022)                         | 5,1                | modifier les données · modifier les données |
| Francon                     | 31196      | 31420                               | Muret          | Cazères | CC Cœur de Garonne                     | 9,54             | 239 (2022)                        | 25                 | modifier les données · modifier les données |
| Franquevielle               | 31197      | 31210                               | Saint-Gaudens  | Saint-Gaudens | CC Cœur et Coteaux du Comminges        | 10,88            | 328 (2022)                        | 30                 | modifier les données · modifier les données |
| Le Fréchet                  | 31198      | 31360                               | Saint-Gaudens  | Bagnères-de-Luchon | CC Cagire Garonne Salat                | 4,21             | 120 (2022)                        | 29                 | modifier les données · modifier les données |
| Fronsac                     | 31199      | 31440                               | Saint-Gaudens  | Bagnères-de-Luchon | CC des Pyrénées Haut-Garonnaises       | 4,15             | 188 (2022)                        | 45                 | modifier les données · modifier les données |
| Frontignan-de-Comminges     | 31200      | 31510                               | Saint-Gaudens  | Bagnères-de-Luchon | CC des Pyrénées Haut-Garonnaises       | 2,53             | 78 (2022)                         | 31                 | modifier les données · modifier les données |
| Frontignan-Savès            | 31201      | 31230                               | Saint-Gaudens  | Cazères | CC Cœur et Coteaux du Comminges        | 2,81             | 67 (2022)                         | 24                 | modifier les données · modifier les données |
| Fronton                     | 31202      | 31620                               | Toulouse       | Villemur-sur-Tarn | CC du Frontonnais                      | 45,79            | 6 664 (2022)                      | 146                | modifier les données · modifier les données |
| Frouzins                    | 31203      | 31270                               | Muret          | Muret | CA Le Muretain Agglo                   | 7,91             | 9 808 (2022)                      | 1 240              | modifier les données · modifier les données |
| Fustignac                   | 31204      | 31430                               | Muret          | Cazères | CC Cœur de Garonne                     | 3,96             | 71 (2022)                         | 18                 | modifier les données · modifier les données |
| Gagnac-sur-Garonne          | 31205      | 31150                               | Toulouse       | Castelginest | Toulouse Métropole                     | 4,34             | 3 223 (2022)                      | 743                | modifier les données · modifier les données |
| Gaillac-Toulza              | 31206      | 31550                               | Muret          | Auterive | CC du Bassin Auterivain Haut-Garonnais | 40,40            | 1 331 (2022)                      | 33                 | modifier les données · modifier les données |
| Galié                       | 31207      | 31510                               | Saint-Gaudens  | Bagnères-de-Luchon | CC des Pyrénées Haut-Garonnaises       | 2,86             | 86 (2022)                         | 30                 | modifier les données · modifier les données |
| Ganties                     | 31208      | 31160                               | Saint-Gaudens  | Bagnères-de-Luchon | CC Cagire Garonne Salat                | 12,03            | 305 (2022)                        | 25                 | modifier les données · modifier les données |
| Garac                       | 31209      | 31480                               | Toulouse       | Léguevin | CC des Hauts Tolosans                  | 6,05             | 167 (2022)                        | 28                 | modifier les données · modifier les données |
| Gardouch                    | 31210      | 31290                               | Toulouse       | Revel | CC des Terres du Lauragais             | 16,31            | 1 360 (2022)                      | 83                 | modifier les données · modifier les données |
| Gargas                      | 31211      | 31620                               | Toulouse       | Villemur-sur-Tarn | CC du Frontonnais                      | 7,28             | 758 (2022)                        | 104                | modifier les données · modifier les données |
| Garidech                    | 31212      | 31380                               | Toulouse       | Pechbonnieu | CC des Coteaux du Girou                | 7,11             | 1 899 (2022)                      | 267                | modifier les données · modifier les données |
| Garin                       | 31213      | 31110                               | Saint-Gaudens  | Bagnères-de-Luchon | CC des Pyrénées Haut-Garonnaises       | 5,62             | 150 (2022)                        | 27                 | modifier les données · modifier les données |
| Gauré                       | 31215      | 31590                               | Toulouse       | Pechbonnieu | CC des Coteaux du Girou                | 13,47            | 467 (2022)                        | 35                 | modifier les données · modifier les données |
| Gémil                       | 31216      | 31380                               | Toulouse       | Pechbonnieu | CC des Coteaux du Girou                | 2,81             | 415 (2022)                        | 148                | modifier les données · modifier les données |
| Génos                       | 31217      | 31510                               | Saint-Gaudens  | Bagnères-de-Luchon | CC des Pyrénées Haut-Garonnaises       | 3,47             | 73 (2022)                         | 21                 | modifier les données · modifier les données |
| Gensac-de-Boulogne          | 31218      | 31350                               | Saint-Gaudens  | Saint-Gaudens | CC Cœur et Coteaux du Comminges        | 10,96            | 97 (2022)                         | 8,9                | modifier les données · modifier les données |
| Gensac-sur-Garonne          | 31219      | 31310                               | Muret          | Auterive | CC du Volvestre                        | 10,14            | 452 (2022)                        | 45                 | modifier les données · modifier les données |
| Gibel                       | 31220      | 31560                               | Toulouse       | Escalquens | CC des Terres du Lauragais             | 19,40            | 388 (2022)                        | 20                 | modifier les données · modifier les données |
| Gouaux-de-Larboust          | 31221      | 31110                               | Saint-Gaudens  | Bagnères-de-Luchon | CC des Pyrénées Haut-Garonnaises       | 10,67            | 41 (2022)                         | 3,8                | modifier les données · modifier les données |
| Gouaux-de-Luchon            | 31222      | 31110                               | Saint-Gaudens  | Bagnères-de-Luchon | CC des Pyrénées Haut-Garonnaises       | 14,49            | 43 (2022)                         | 3,0                | modifier les données · modifier les données |
| Goudex                      | 31223      | 31230                               | Saint-Gaudens  | Cazères | CC Cœur et Coteaux du Comminges        | 2,61             | 40 (2022)                         | 15                 | modifier les données · modifier les données |
| Gourdan-Polignan            | 31224      | 31210                               | Saint-Gaudens  | Bagnères-de-Luchon | CC des Pyrénées Haut-Garonnaises       | 5,26             | 1 177 (2022)                      | 224                | modifier les données · modifier les données |
| Goutevernisse               | 31225      | 31310                               | Muret          | Auterive | CC du Volvestre                        | 4,69             | 186 (2022)                        | 40                 | modifier les données · modifier les données |
| Gouzens                     | 31226      | 31310                               | Muret          | Auterive | CC du Volvestre                        | 5,70             | 81 (2022)                         | 14                 | modifier les données · modifier les données |
| Goyrans                     | 31227      | 31120                               | Toulouse       | Castanet-Tolosan | CA du Sicoval                          | 5,75             | 847 (2022)                        | 147                | modifier les données · modifier les données |
| Gragnague                   | 31228      | 31380                               | Toulouse       | Pechbonnieu | CC des Coteaux du Girou                | 13,04            | 2 428 (2022)                      | 186                | modifier les données · modifier les données |
| Gratens                     | 31229      | 31430                               | Muret          | Cazères | CC Cœur de Garonne                     | 15,15            | 763 (2022)                        | 50                 | modifier les données · modifier les données |
| Gratentour                  | 31230      | 31150                               | Toulouse       | Castelginest | Toulouse Métropole                     | 4,09             | 4 926 (2022)                      | 1 204              | modifier les données · modifier les données |
| Grazac                      | 31231      | 31190                               | Muret          | Auterive | CC du Bassin Auterivain Haut-Garonnais | 7,17             | 792 (2022)                        | 110                | modifier les données · modifier les données |
| Grenade                     | 31232      | 31330                               | Toulouse       | Léguevin | CC des Hauts Tolosans                  | 37,01            | 9 039 (2022)                      | 244                | modifier les données · modifier les données |
| Grépiac                     | 31233      | 31190                               | Muret          | Auterive | CC du Bassin Auterivain Haut-Garonnais | 8,18             | 1 009 (2022)                      | 123                | modifier les données · modifier les données |
| Le Grès                     | 31234      | 31480                               | Toulouse       | Léguevin | CC des Hauts Tolosans                  | 8,13             | 464 (2022)                        | 57                 | modifier les données · modifier les données |
| Guran                       | 31235      | 31440                               | Saint-Gaudens  | Bagnères-de-Luchon | CC des Pyrénées Haut-Garonnaises       | 5,28             | 58 (2022)                         | 11                 | modifier les données · modifier les données |
| Herran                      | 31236      | 31160                               | Saint-Gaudens  | Bagnères-de-Luchon | CC Cagire Garonne Salat                | 15,37            | 72 (2022)                         | 4,7                | modifier les données · modifier les données |
| His                         | 31237      | 31260                               | Saint-Gaudens  | Bagnères-de-Luchon | CC Cagire Garonne Salat                | 5,05             | 236 (2022)                        | 47                 | modifier les données · modifier les données |
| Huos                        | 31238      | 31210                               | Saint-Gaudens  | Bagnères-de-Luchon | CC des Pyrénées Haut-Garonnaises       | 4,09             | 492 (2022)                        | 120                | modifier les données · modifier les données |
| L'Isle-en-Dodon             | 31239      | 31230                               | Saint-Gaudens  | Cazères | CC Cœur et Coteaux du Comminges        | 22,58            | 1 622 (2022)                      | 72                 | modifier les données · modifier les données |
| Issus                       | 31240      | 31450                               | Toulouse       | Escalquens | CA du Sicoval                          | 7,11             | 657 (2022)                        | 92                 | modifier les données · modifier les données |
| Izaut-de-l'Hôtel            | 31241      | 31160                               | Saint-Gaudens  | Bagnères-de-Luchon | CC Cagire Garonne Salat                | 9,68             | 293 (2022)                        | 30                 | modifier les données · modifier les données |
| Jurvielle                   | 31242      | 31110                               | Saint-Gaudens  | Bagnères-de-Luchon | CC des Pyrénées Haut-Garonnaises       | 5,79             | 20 (2022)                         | 3,5                | modifier les données · modifier les données |
| Juzes                       | 31243      | 31540                               | Toulouse       | Revel | CC Aux sources du Canal du Midi        | 3,75             | 67 (2022)                         | 18                 | modifier les données · modifier les données |
| Juzet-d'Izaut               | 31245      | 31160                               | Saint-Gaudens  | Bagnères-de-Luchon | CC Cagire Garonne Salat                | 15,74            | 181 (2022)                        | 11                 | modifier les données · modifier les données |
| Juzet-de-Luchon             | 31244      | 31110                               | Saint-Gaudens  | Bagnères-de-Luchon | CC des Pyrénées Haut-Garonnaises       | 6,80             | 372 (2022)                        | 55                 | modifier les données · modifier les données |
| Labarthe-Inard              | 31246      | 31800                               | Saint-Gaudens  | Saint-Gaudens | CC Cœur et Coteaux du Comminges        | 9,97             | 872 (2022)                        | 87                 | modifier les données · modifier les données |
| Labarthe-Rivière            | 31247      | 31800                               | Saint-Gaudens  | Saint-Gaudens | CC Cœur et Coteaux du Comminges        | 13,65            | 1 287 (2022)                      | 94                 | modifier les données · modifier les données |
| Labarthe-sur-Lèze           | 31248      | 31860                               | Muret          | Portet-sur-Garonne | CA Le Muretain Agglo                   | 10,43            | 6 467 (2022)                      | 620                | modifier les données · modifier les données |
| Labastide-Beauvoir          | 31249      | 31450                               | Toulouse       | Escalquens | CA du Sicoval                          | 10,20            | 1 229 (2022)                      | 120                | modifier les données · modifier les données |
| Labastide-Clermont          | 31250      | 31370                               | Muret          | Cazères | CC Cœur de Garonne                     | 14,58            | 682 (2022)                        | 47                 | modifier les données · modifier les données |
| Labastide-Paumès            | 31251      | 31230                               | Saint-Gaudens  | Cazères | CC Cœur et Coteaux du Comminges        | 8,04             | 151 (2022)                        | 19                 | modifier les données · modifier les données |
| Labastide-Saint-Sernin      | 31252      | 31620                               | Toulouse       | Pechbonnieu | CC des Coteaux Bellevue                | 4,97             | 1 946 (2022)                      | 392                | modifier les données · modifier les données |
| Labastidette                | 31253      | 31600                               | Muret          | Muret | CA Le Muretain Agglo                   | 6,27             | 2 946 (2022)                      | 470                | modifier les données · modifier les données |
| Labège                      | 31254      | 31670                               | Toulouse       | Castanet-Tolosan | CA du Sicoval                          | 7,65             | 4 316 (2022)                      | 564                | modifier les données · modifier les données |
| Labroquère                  | 31255      | 31510                               | Saint-Gaudens  | Bagnères-de-Luchon | CC des Pyrénées Haut-Garonnaises       | 4,37             | 323 (2022)                        | 74                 | modifier les données · modifier les données |
| Labruyère-Dorsa             | 31256      | 31190                               | Muret          | Auterive | CC du Bassin Auterivain Haut-Garonnais | 2,19             | 305 (2022)                        | 139                | modifier les données · modifier les données |
| Lacaugne                    | 31258      | 31390                               | Muret          | Auterive | CC du Volvestre                        | 6,06             | 244 (2022)                        | 40                 | modifier les données · modifier les données |
| Lacroix-Falgarde            | 31259      | 31120                               | Toulouse       | Castanet-Tolosan | CA du Sicoval                          | 6,09             | 2 047 (2022)                      | 336                | modifier les données · modifier les données |
| Laffite-Toupière            | 31260      | 31360                               | Saint-Gaudens  | Bagnères-de-Luchon | CC Cagire Garonne Salat                | 4,84             | 95 (2022)                         | 20                 | modifier les données · modifier les données |
| Lafitte-Vigordane           | 31261      | 31390                               | Muret          | Auterive | CC du Volvestre                        | 11,38            | 1 156 (2022)                      | 102                | modifier les données · modifier les données |
| Lagarde                     | 31262      | 31290                               | Toulouse       | Revel | CC des Terres du Lauragais             | 11,69            | 438 (2022)                        | 37                 | modifier les données · modifier les données |
| Lagardelle-sur-Lèze         | 31263      | 31870                               | Muret          | Portet-sur-Garonne | CC du Bassin Auterivain Haut-Garonnais | 13,78            | 3 304 (2022)                      | 240                | modifier les données · modifier les données |
| Lagrâce-Dieu                | 31264      | 31190                               | Muret          | Auterive | CC du Bassin Auterivain Haut-Garonnais | 8,52             | 555 (2022)                        | 65                 | modifier les données · modifier les données |
| Lagraulet-Saint-Nicolas     | 31265      | 31480                               | Toulouse       | Léguevin | CC des Hauts Tolosans                  | 16,11            | 283 (2022)                        | 18                 | modifier les données · modifier les données |
| Lahage                      | 31266      | 31370                               | Muret          | Cazères | CC Cœur de Garonne                     | 7,65             | 205 (2022)                        | 27                 | modifier les données · modifier les données |
| Lahitère                    | 31267      | 31310                               | Muret          | Auterive | CC du Volvestre                        | 3,90             | 53 (2022)                         | 14                 | modifier les données · modifier les données |
| Lalouret-Laffiteau          | 31268      | 31800                               | Saint-Gaudens  | Saint-Gaudens | CC Cœur et Coteaux du Comminges        | 5,39             | 137 (2022)                        | 25                 | modifier les données · modifier les données |
| Lamasquère                  | 31269      | 31600                               | Muret          | Muret | CA Le Muretain Agglo                   | 6,11             | 1 655 (2022)                      | 271                | modifier les données · modifier les données |
| Landorthe                   | 31270      | 31800                               | Saint-Gaudens  | Saint-Gaudens | CC Cœur et Coteaux du Comminges        | 9,65             | 1 028 (2022)                      | 107                | modifier les données · modifier les données |
| Lanta                       | 31271      | 31570                               | Toulouse       | Revel | CC des Terres du Lauragais             | 30,12            | 2 269 (2022)                      | 75                 | modifier les données · modifier les données |
| Lapeyrère                   | 31272      | 31310                               | Muret          | Auterive | CC du Volvestre                        | 6,30             | 59 (2022)                         | 9,4                | modifier les données · modifier les données |
| Lapeyrouse-Fossat           | 31273      | 31180                               | Toulouse       | Pechbonnieu | CC des Coteaux du Girou                | 9,49             | 2 983 (2022)                      | 314                | modifier les données · modifier les données |
| Larcan                      | 31274      | 31800                               | Saint-Gaudens  | Saint-Gaudens | CC Cœur et Coteaux du Comminges        | 6,96             | 180 (2022)                        | 26                 | modifier les données · modifier les données |
| Laréole                     | 31275      | 31480                               | Toulouse       | Léguevin | CC des Hauts Tolosans                  | 8,88             | 159 (2022)                        | 18                 | modifier les données · modifier les données |
| Larra                       | 31592      | 31330                               | Toulouse       | Léguevin | CC des Hauts Tolosans                  | 16,36            | 2 249 (2022)                      | 137                | modifier les données · modifier les données |
| Larroque                    | 31276      | 31580                               | Saint-Gaudens  | Saint-Gaudens | CC Cœur et Coteaux du Comminges        | 19,83            | 292 (2022)                        | 15                 | modifier les données · modifier les données |
| Lasserre-Pradère            | 31277      | 31530                               | Toulouse       | Léguevin | CC Le Grand Ouest Toulousain           | 14,40            | 1 590 (2022)                      | 110                | modifier les données · modifier les données |
| Latoue                      | 31278      | 31800                               | Saint-Gaudens  | Cazères | CC Cœur et Coteaux du Comminges        | 17,62            | 306 (2022)                        | 17                 | modifier les données · modifier les données |
| Latour                      | 31279      | 31310                               | Muret          | Auterive | CC du Volvestre                        | 6,24             | 80 (2022)                         | 13                 | modifier les données · modifier les données |
| Latrape                     | 31280      | 31310                               | Muret          | Auterive | CC du Volvestre                        | 19,08            | 437 (2022)                        | 23                 | modifier les données · modifier les données |
| Launac                      | 31281      | 31330                               | Toulouse       | Léguevin | CC des Hauts Tolosans                  | 22,32            | 1 305 (2022)                      | 58                 | modifier les données · modifier les données |
| Launaguet                   | 31282      | 31140                               | Toulouse       | Toulouse-8 | Toulouse Métropole                     | 7,02             | 9 216 (2022)                      | 1 313              | modifier les données · modifier les données |
| Lautignac                   | 31283      | 31370                               | Muret          | Cazères | CC Cœur de Garonne                     | 17,77            | 247 (2022)                        | 14                 | modifier les données · modifier les données |
| Lauzerville                 | 31284      | 31650                               | Toulouse       | Escalquens | CA du Sicoval                          | 3,46             | 1 606 (2022)                      | 464                | modifier les données · modifier les données |
| Lavalette                   | 31285      | 31590                               | Toulouse       | Pechbonnieu | CC des Coteaux du Girou                | 13,75            | 798 (2022)                        | 58                 | modifier les données · modifier les données |
| Lavelanet-de-Comminges      | 31286      | 31220                               | Muret          | Auterive | CC du Volvestre                        | 13,54            | 657 (2022)                        | 49                 | modifier les données · modifier les données |
| Lavernose-Lacasse           | 31287      | 31410                               | Muret          | Muret | CA Le Muretain Agglo                   | 17,83            | 3 665 (2022)                      | 206                | modifier les données · modifier les données |
| Layrac-sur-Tarn             | 31288      | 31340                               | Toulouse       | Villemur-sur-Tarn | CC Val'Aïgo                            | 7,25             | 312 (2022)                        | 43                 | modifier les données · modifier les données |
| Lécussan                    | 31289      | 31580                               | Saint-Gaudens  | Saint-Gaudens | CC Cœur et Coteaux du Comminges        | 7,43             | 260 (2022)                        | 35                 | modifier les données · modifier les données |
| Lège                        | 31290      | 31440                               | Saint-Gaudens  | Bagnères-de-Luchon | CC des Pyrénées Haut-Garonnaises       | 2,72             | 33 (2022)                         | 12                 | modifier les données · modifier les données |
| Léguevin                    | 31291      | 31490                               | Toulouse       | Léguevin | CC Le Grand Ouest Toulousain           | 24,45            | 9 710 (2022)                      | 397                | modifier les données · modifier les données |
| Lescuns                     | 31292      | 31220                               | Muret          | Cazères | CC Cœur de Garonne                     | 3,01             | 74 (2022)                         | 25                 | modifier les données · modifier les données |
| Lespinasse                  | 31293      | 31150                               | Toulouse       | Castelginest | Toulouse Métropole                     | 4,24             | 3 032 (2022)                      | 715                | modifier les données · modifier les données |
| Lespiteau                   | 31294      | 31160                               | Saint-Gaudens  | Saint-Gaudens | CC Cœur et Coteaux du Comminges        | 1,81             | 79 (2022)                         | 44                 | modifier les données · modifier les données |
| Lespugue                    | 31295      | 31350                               | Saint-Gaudens  | Saint-Gaudens | CC Cœur et Coteaux du Comminges        | 4,91             | 79 (2022)                         | 16                 | modifier les données · modifier les données |
| Lestelle-de-Saint-Martory   | 31296      | 31360                               | Saint-Gaudens  | Bagnères-de-Luchon | CC Cagire Garonne Salat                | 9,40             | 434 (2022)                        | 46                 | modifier les données · modifier les données |
| Lévignac                    | 31297      | 31530                               | Toulouse       | Léguevin | CC Le Grand Ouest Toulousain           | 12,22            | 2 206 (2022)                      | 181                | modifier les données · modifier les données |
| Lherm                       | 31299      | 31600                               | Muret          | Cazères | CC Cœur de Garonne                     | 27,26            | 3 849 (2022)                      | 141                | modifier les données · modifier les données |
| Lieoux                      | 31300      | 31800                               | Saint-Gaudens  | Saint-Gaudens | CC Cœur et Coteaux du Comminges        | 5,83             | 126 (2022)                        | 22                 | modifier les données · modifier les données |
| Lilhac                      | 31301      | 31230                               | Saint-Gaudens  | Cazères | CC Cœur et Coteaux du Comminges        | 7,30             | 136 (2022)                        | 19                 | modifier les données · modifier les données |
| Lodes                       | 31302      | 31800                               | Saint-Gaudens  | Saint-Gaudens | CC Cœur et Coteaux du Comminges        | 13,74            | 303 (2022)                        | 22                 | modifier les données · modifier les données |
| Longages                    | 31303      | 31410                               | Muret          | Auterive | CC du Volvestre                        | 21,42            | 3 336 (2022)                      | 156                | modifier les données · modifier les données |
| Loubens-Lauragais           | 31304      | 31460                               | Toulouse       | Revel | CC des Terres du Lauragais             | 6,47             | 454 (2022)                        | 70                 | modifier les données · modifier les données |
| Loudet                      | 31305      | 31580                               | Saint-Gaudens  | Saint-Gaudens | CC Cœur et Coteaux du Comminges        | 5,13             | 194 (2022)                        | 38                 | modifier les données · modifier les données |
| Lourde                      | 31306      | 31510                               | Saint-Gaudens  | Bagnères-de-Luchon | CC des Pyrénées Haut-Garonnaises       | 1,24             | 113 (2022)                        | 91                 | modifier les données · modifier les données |
| Luscan                      | 31308      | 31510                               | Saint-Gaudens  | Bagnères-de-Luchon | CC des Pyrénées Haut-Garonnaises       | 3,33             | 45 (2022)                         | 14                 | modifier les données · modifier les données |
| Lussan-Adeilhac             | 31309      | 31430                               | Muret          | Cazères | CC Cœur de Garonne                     | 12,62            | 238 (2022)                        | 19                 | modifier les données · modifier les données |
| Lux                         | 31310      | 31290                               | Toulouse       | Revel | CC des Terres du Lauragais             | 7,59             | 341 (2022)                        | 45                 | modifier les données · modifier les données |
| La Magdelaine-sur-Tarn      | 31311      | 31340                               | Toulouse       | Villemur-sur-Tarn | CC Val'Aïgo                            | 6,82             | 1 226 (2022)                      | 180                | modifier les données · modifier les données |
| Mailholas                   | 31312      | 31310                               | Muret          | Auterive | CC du Volvestre                        | 2,94             | 35 (2022)                         | 12                 | modifier les données · modifier les données |
| Malvezie                    | 31313      | 31510                               | Saint-Gaudens  | Bagnères-de-Luchon | CC des Pyrénées Haut-Garonnaises       | 8,52             | 111 (2022)                        | 13                 | modifier les données · modifier les données |
| Mancioux                    | 31314      | 31360                               | Saint-Gaudens  | Bagnères-de-Luchon | CC Cagire Garonne Salat                | 7,22             | 379 (2022)                        | 52                 | modifier les données · modifier les données |
| Mane                        | 31315      | 31260                               | Saint-Gaudens  | Bagnères-de-Luchon | CC Cagire Garonne Salat                | 6,59             | 961 (2022)                        | 146                | modifier les données · modifier les données |
| Marignac                    | 31316      | 31440                               | Saint-Gaudens  | Bagnères-de-Luchon | CC des Pyrénées Haut-Garonnaises       | 12,95            | 488 (2022)                        | 38                 | modifier les données · modifier les données |
| Marignac-Lasclares          | 31317      | 31430                               | Muret          | Cazères | CC Cœur de Garonne                     | 10,01            | 476 (2022)                        | 48                 | modifier les données · modifier les données |
| Marignac-Laspeyres          | 31318      | 31220                               | Muret          | Cazères | CC Cœur de Garonne                     | 12,41            | 199 (2022)                        | 16                 | modifier les données · modifier les données |
| Marliac                     | 31319      | 31550                               | Muret          | Auterive | CC du Bassin Auterivain Haut-Garonnais | 7,20             | 132 (2022)                        | 18                 | modifier les données · modifier les données |
| Marquefave                  | 31320      | 31390                               | Muret          | Auterive | CC du Volvestre                        | 18,92            | 976 (2022)                        | 52                 | modifier les données · modifier les données |
| Marsoulas                   | 31321      | 31260                               | Saint-Gaudens  | Bagnères-de-Luchon | CC Cagire Garonne Salat                | 2,40             | 141 (2022)                        | 59                 | modifier les données · modifier les données |
| Martisserre                 | 31322      | 31230                               | Saint-Gaudens  | Cazères | CC Cœur et Coteaux du Comminges        | 6,17             | 66 (2022)                         | 11                 | modifier les données · modifier les données |
| Martres-de-Rivière          | 31323      | 31210                               | Saint-Gaudens  | Bagnères-de-Luchon | CC des Pyrénées Haut-Garonnaises       | 3,59             | 418 (2022)                        | 116                | modifier les données · modifier les données |
| Martres-Tolosane            | 31324      | 31220                               | Muret          | Cazères | CC Cœur de Garonne                     | 23,52            | 2 388 (2022)                      | 102                | modifier les données · modifier les données |
| Mascarville                 | 31325      | 31460                               | Toulouse       | Revel | CC des Terres du Lauragais             | 5,27             | 181 (2022)                        | 34                 | modifier les données · modifier les données |
| Massabrac                   | 31326      | 31310                               | Muret          | Auterive | CC du Volvestre                        | 4,00             | 121 (2022)                        | 30                 | modifier les données · modifier les données |
| Mauran                      | 31327      | 31220                               | Muret          | Cazères | CC Cœur de Garonne                     | 5,09             | 203 (2022)                        | 40                 | modifier les données · modifier les données |
| Mauremont                   | 31328      | 31290                               | Toulouse       | Revel | CC des Terres du Lauragais             | 5,63             | 333 (2022)                        | 59                 | modifier les données · modifier les données |
| Maurens                     | 31329      | 31540                               | Toulouse       | Revel | CC Aux sources du Canal du Midi        | 6,60             | 207 (2022)                        | 31                 | modifier les données · modifier les données |
| Mauressac                   | 31330      | 31190                               | Muret          | Auterive | CC du Bassin Auterivain Haut-Garonnais | 4,52             | 498 (2022)                        | 110                | modifier les données · modifier les données |
| Maureville                  | 31331      | 31460                               | Toulouse       | Revel | CC des Terres du Lauragais             | 9,90             | 295 (2022)                        | 30                 | modifier les données · modifier les données |
| Mauvaisin                   | 31332      | 31190                               | Toulouse       | Escalquens | CC des Terres du Lauragais             | 11,05            | 221 (2022)                        | 20                 | modifier les données · modifier les données |
| Mauvezin                    | 31333      | 31230                               | Saint-Gaudens  | Cazères | CC Cœur et Coteaux du Comminges        | 4,76             | 85 (2022)                         | 18                 | modifier les données · modifier les données |
| Mauzac                      | 31334      | 31410                               | Muret          | Auterive | CC du Volvestre                        | 9,27             | 1 343 (2022)                      | 145                | modifier les données · modifier les données |
| Mayrègne                    | 31335      | 31110                               | Saint-Gaudens  | Bagnères-de-Luchon | CC des Pyrénées Haut-Garonnaises       | 5,19             | 30 (2022)                         | 5,8                | modifier les données · modifier les données |
| Mazères-sur-Salat           | 31336      | 31260                               | Saint-Gaudens  | Bagnères-de-Luchon | CC Cagire Garonne Salat                | 6,68             | 631 (2022)                        | 94                 | modifier les données · modifier les données |
| Melles                      | 31337      | 31440                               | Saint-Gaudens  | Bagnères-de-Luchon | CC des Pyrénées Haut-Garonnaises       | 45,32            | 85 (2022)                         | 1,9                | modifier les données · modifier les données |
| Menville                    | 31338      | 31530                               | Toulouse       | Léguevin | CC des Hauts Tolosans                  | 5,07             | 799 (2022)                        | 158                | modifier les données · modifier les données |
| Mérenvielle                 | 31339      | 31530                               | Toulouse       | Léguevin | CC Le Grand Ouest Toulousain           | 10,45            | 480 (2022)                        | 46                 | modifier les données · modifier les données |
| Mervilla                    | 31340      | 31320                               | Toulouse       | Castanet-Tolosan | CA du Sicoval                          | 2,76             | 299 (2022)                        | 108                | modifier les données · modifier les données |
| Merville                    | 31341      | 31330                               | Toulouse       | Léguevin | CC des Hauts Tolosans                  | 30,68            | 6 640 (2022)                      | 216                | modifier les données · modifier les données |
| Milhas                      | 31342      | 31160                               | Saint-Gaudens  | Bagnères-de-Luchon | CC Cagire Garonne Salat                | 19,68            | 191 (2022)                        | 9,7                | modifier les données · modifier les données |
| Mirambeau                   | 31343      | 31230                               | Saint-Gaudens  | Cazères | CC Cœur et Coteaux du Comminges        | 3,96             | 62 (2022)                         | 16                 | modifier les données · modifier les données |
| Miramont-de-Comminges       | 31344      | 31800                               | Saint-Gaudens  | Saint-Gaudens | CC Cœur et Coteaux du Comminges        | 8,09             | 743 (2022)                        | 92                 | modifier les données · modifier les données |
| Miremont                    | 31345      | 31190                               | Muret          | Auterive | CC du Bassin Auterivain Haut-Garonnais | 22,40            | 2 787 (2022)                      | 124                | modifier les données · modifier les données |
| Mirepoix-sur-Tarn           | 31346      | 31340                               | Toulouse       | Villemur-sur-Tarn | CC Val'Aïgo                            | 5,46             | 1 132 (2022)                      | 207                | modifier les données · modifier les données |
| Molas                       | 31347      | 31230                               | Saint-Gaudens  | Cazères | CC Cœur et Coteaux du Comminges        | 10,43            | 164 (2022)                        | 16                 | modifier les données · modifier les données |
| Moncaup                     | 31348      | 31160                               | Saint-Gaudens  | Bagnères-de-Luchon | CC Cagire Garonne Salat                | 7,14             | 36 (2022)                         | 5,0                | modifier les données · modifier les données |
| Mondavezan                  | 31349      | 31220                               | Muret          | Cazères | CC Cœur de Garonne                     | 21,09            | 899 (2022)                        | 43                 | modifier les données · modifier les données |
| Mondilhan                   | 31350      | 31350                               | Saint-Gaudens  | Saint-Gaudens | CC Cœur et Coteaux du Comminges        | 10,02            | 81 (2022)                         | 8,1                | modifier les données · modifier les données |
| Mondonville                 | 31351      | 31700                               | Toulouse       | Blagnac | Toulouse Métropole                     | 11,89            | 6 003 (2022)                      | 505                | modifier les données · modifier les données |
| Mondouzil                   | 31352      | 31850                               | Toulouse       | Toulouse-10 | Toulouse Métropole                     | 4,09             | 213 (2022)                        | 52                 | modifier les données · modifier les données |
| Monès                       | 31353      | 31370                               | Muret          | Cazères | CC Cœur de Garonne                     | 2,52             | 88 (2022)                         | 35                 | modifier les données · modifier les données |
| Monestrol                   | 31354      | 31560                               | Toulouse       | Escalquens | CC des Terres du Lauragais             | 5,23             | 53 (2022)                         | 10                 | modifier les données · modifier les données |
| Mons                        | 31355      | 31280                               | Toulouse       | Toulouse-10 | Toulouse Métropole                     | 7,32             | 1 851 (2022)                      | 253                | modifier les données · modifier les données |
| Mont-de-Galié               | 31369      | 31510                               | Saint-Gaudens  | Bagnères-de-Luchon | CC des Pyrénées Haut-Garonnaises       | 2,42             | 26 (2022)                         | 11                 | modifier les données · modifier les données |
| Montaigut-sur-Save          | 31356      | 31530                               | Toulouse       | Léguevin | CC des Hauts Tolosans                  | 12,65            | 1 946 (2022)                      | 154                | modifier les données · modifier les données |
| Montastruc-de-Salies        | 31357      | 31160                               | Saint-Gaudens  | Bagnères-de-Luchon | CC Cagire Garonne Salat                | 16,12            | 306 (2022)                        | 19                 | modifier les données · modifier les données |
| Montastruc-la-Conseillère   | 31358      | 31380                               | Toulouse       | Pechbonnieu | CC des Coteaux du Girou                | 15,49            | 3 719 (2022)                      | 240                | modifier les données · modifier les données |
| Montastruc-Savès            | 31359      | 31370                               | Muret          | Cazères | CC Cœur de Garonne                     | 5,75             | 63 (2022)                         | 11                 | modifier les données · modifier les données |
| Montauban-de-Luchon         | 31360      | 31110                               | Saint-Gaudens  | Bagnères-de-Luchon | CC des Pyrénées Haut-Garonnaises       | 6,02             | 506 (2022)                        | 84                 | modifier les données · modifier les données |
| Montaut                     | 31361      | 31410                               | Muret          | Auterive | CC du Volvestre                        | 17,88            | 557 (2022)                        | 31                 | modifier les données · modifier les données |
| Montberaud                  | 31362      | 31220                               | Muret          | Cazères | CC Cœur de Garonne                     | 15,87            | 195 (2022)                        | 12                 | modifier les données · modifier les données |
| Montbernard                 | 31363      | 31230                               | Saint-Gaudens  | Cazères | CC Cœur et Coteaux du Comminges        | 18,31            | 211 (2022)                        | 12                 | modifier les données · modifier les données |
| Montberon                   | 31364      | 31140                               | Toulouse       | Pechbonnieu | CC des Coteaux Bellevue                | 6,35             | 3 121 (2022)                      | 491                | modifier les données · modifier les données |
| Montbrun-Bocage             | 31365      | 31310                               | Muret          | Auterive | CC du Volvestre                        | 30,61            | 581 (2022)                        | 19                 | modifier les données · modifier les données |
| Montbrun-Lauragais          | 31366      | 31450                               | Toulouse       | Escalquens | CA du Sicoval                          | 10,92            | 711 (2022)                        | 65                 | modifier les données · modifier les données |
| Montclar-de-Comminges       | 31367      | 31220                               | Muret          | Cazères | CC Cœur de Garonne                     | 6,45             | 75 (2022)                         | 12                 | modifier les données · modifier les données |
| Montclar-Lauragais          | 31368      | 31290                               | Toulouse       | Revel | CC des Terres du Lauragais             | 3,62             | 245 (2022)                        | 68                 | modifier les données · modifier les données |
| Montégut-Bourjac            | 31370      | 31430                               | Muret          | Cazères | CC Cœur de Garonne                     | 5,52             | 128 (2022)                        | 23                 | modifier les données · modifier les données |
| Montégut-Lauragais          | 31371      | 31540                               | Toulouse       | Revel | CC Aux sources du Canal du Midi        | 7,72             | 407 (2022)                        | 53                 | modifier les données · modifier les données |
| Montespan                   | 31372      | 31260                               | Saint-Gaudens  | Bagnères-de-Luchon | CC Cagire Garonne Salat                | 12,57            | 466 (2022)                        | 37                 | modifier les données · modifier les données |
| Montesquieu-Guittaut        | 31373      | 31230                               | Saint-Gaudens  | Cazères | CC Cœur et Coteaux du Comminges        | 10,06            | 171 (2022)                        | 17                 | modifier les données · modifier les données |
| Montesquieu-Lauragais       | 31374      | 31450                               | Toulouse       | Revel | CC des Terres du Lauragais             | 24,75            | 1 035 (2022)                      | 42                 | modifier les données · modifier les données |
| Montesquieu-Volvestre       | 31375      | 31310                               | Muret          | Auterive | CC du Volvestre                        | 59,82            | 3 083 (2022)                      | 52                 | modifier les données · modifier les données |
| Montgaillard-de-Salies      | 31376      | 31260                               | Saint-Gaudens  | Bagnères-de-Luchon | CC Cagire Garonne Salat                | 6,04             | 106 (2022)                        | 18                 | modifier les données · modifier les données |
| Montgaillard-Lauragais      | 31377      | 31290                               | Toulouse       | Revel | CC des Terres du Lauragais             | 11,12            | 689 (2022)                        | 62                 | modifier les données · modifier les données |
| Montgaillard-sur-Save       | 31378      | 31350                               | Saint-Gaudens  | Saint-Gaudens | CC Cœur et Coteaux du Comminges        | 4,13             | 67 (2022)                         | 16                 | modifier les données · modifier les données |
| Montgazin                   | 31379      | 31410                               | Muret          | Auterive | CC du Volvestre                        | 6,89             | 166 (2022)                        | 24                 | modifier les données · modifier les données |
| Montgeard                   | 31380      | 31560                               | Toulouse       | Escalquens | CC des Terres du Lauragais             | 9,32             | 555 (2022)                        | 60                 | modifier les données · modifier les données |
| Montgiscard                 | 31381      | 31450                               | Toulouse       | Escalquens | CA du Sicoval                          | 13,16            | 2 586 (2022)                      | 197                | modifier les données · modifier les données |
| Montgras                    | 31382      | 31370                               | Muret          | Cazères | CC Cœur de Garonne                     | 3,99             | 115 (2022)                        | 29                 | modifier les données · modifier les données |
| Montjoire                   | 31383      | 31380                               | Toulouse       | Pechbonnieu | CC des Coteaux du Girou                | 20,29            | 1 262 (2022)                      | 62                 | modifier les données · modifier les données |
| Montlaur                    | 31384      | 31450                               | Toulouse       | Escalquens | CA du Sicoval                          | 9,61             | 1 791 (2022)                      | 186                | modifier les données · modifier les données |
| Montmaurin                  | 31385      | 31350                               | Saint-Gaudens  | Saint-Gaudens | CC Cœur et Coteaux du Comminges        | 8,45             | 192 (2022)                        | 23                 | modifier les données · modifier les données |
| Montoulieu-Saint-Bernard    | 31386      | 31420                               | Saint-Gaudens  | Cazères | CC Cœur et Coteaux du Comminges        | 4,83             | 223 (2022)                        | 46                 | modifier les données · modifier les données |
| Montoussin                  | 31387      | 31430                               | Muret          | Cazères | CC Cœur de Garonne                     | 4,83             | 130 (2022)                        | 27                 | modifier les données · modifier les données |
| Montpitol                   | 31388      | 31380                               | Toulouse       | Pechbonnieu | CC des Coteaux du Girou                | 5,96             | 341 (2022)                        | 57                 | modifier les données · modifier les données |
| Montrabé                    | 31389      | 31850                               | Toulouse       | Toulouse-10 | Toulouse Métropole                     | 5,23             | 4 322 (2022)                      | 826                | modifier les données · modifier les données |
| Montréjeau                  | 31390      | 31210                               | Saint-Gaudens  | Saint-Gaudens | CC Cœur et Coteaux du Comminges        | 8,21             | 2 676 (2022)                      | 326                | modifier les données · modifier les données |
| Montsaunès                  | 31391      | 31260                               | Saint-Gaudens  | Bagnères-de-Luchon | CC Cagire Garonne Salat                | 9,12             | 455 (2022)                        | 50                 | modifier les données · modifier les données |
| Mourvilles-Basses           | 31392      | 31460                               | Toulouse       | Revel | CC des Terres du Lauragais             | 4,58             | 80 (2022)                         | 17                 | modifier les données · modifier les données |
| Mourvilles-Hautes           | 31393      | 31540                               | Toulouse       | Revel | CC Aux sources du Canal du Midi        | 6,59             | 170 (2022)                        | 26                 | modifier les données · modifier les données |
| Moustajon                   | 31394      | 31110                               | Saint-Gaudens  | Bagnères-de-Luchon | CC des Pyrénées Haut-Garonnaises       | 2,30             | 127 (2022)                        | 55                 | modifier les données · modifier les données |
| Muret                       | 31395      | 31600                               | Muret          | Muret | CA Le Muretain Agglo                   | 57,84            | 25 653 (2022)                     | 444                | modifier les données · modifier les données |
| Nailloux                    | 31396      | 31560                               | Toulouse       | Escalquens | CC des Terres du Lauragais             | 18,55            | 4 146 (2022)                      | 224                | modifier les données · modifier les données |
| Nénigan                     | 31397      | 31350                               | Saint-Gaudens  | Saint-Gaudens | CC Cœur et Coteaux du Comminges        | 2,38             | 50 (2022)                         | 21                 | modifier les données · modifier les données |
| Nizan-Gesse                 | 31398      | 31350                               | Saint-Gaudens  | Saint-Gaudens | CC Cœur et Coteaux du Comminges        | 8,64             | 100 (2022)                        | 12                 | modifier les données · modifier les données |
| Noé                         | 31399      | 31410                               | Muret          | Auterive | CC du Volvestre                        | 9,65             | 2 979 (2022)                      | 309                | modifier les données · modifier les données |
| Nogaret                     | 31400      | 31540                               | Toulouse       | Revel | CC Aux sources du Canal du Midi        | 4,00             | 98 (2022)                         | 25                 | modifier les données · modifier les données |
| Noueilles                   | 31401      | 31450                               | Toulouse       | Escalquens | CA du Sicoval                          | 5,51             | 389 (2022)                        | 71                 | modifier les données · modifier les données |
| Odars                       | 31402      | 31450                               | Toulouse       | Escalquens | CA du Sicoval                          | 6,65             | 920 (2022)                        | 138                | modifier les données · modifier les données |
| Ondes                       | 31403      | 31330                               | Toulouse       | Léguevin | CC des Hauts Tolosans                  | 6,57             | 815 (2022)                        | 124                | modifier les données · modifier les données |
| Oô                          | 31404      | 31110                               | Saint-Gaudens  | Bagnères-de-Luchon | CC des Pyrénées Haut-Garonnaises       | 32,53            | 103 (2022)                        | 3,2                | modifier les données · modifier les données |
| Ore                         | 31405      | 31510                               | Saint-Gaudens  | Bagnères-de-Luchon | CC des Pyrénées Haut-Garonnaises       | 2,86             | 121 (2022)                        | 42                 | modifier les données · modifier les données |
| Palaminy                    | 31406      | 31220                               | Muret          | Cazères | CC Cœur de Garonne                     | 11,13            | 772 (2022)                        | 69                 | modifier les données · modifier les données |
| Paulhac                     | 31407      | 31380                               | Toulouse       | Pechbonnieu | CC des Coteaux du Girou                | 14,03            | 1 250 (2022)                      | 89                 | modifier les données · modifier les données |
| Payssous                    | 31408      | 31510                               | Saint-Gaudens  | Bagnères-de-Luchon | CC des Pyrénées Haut-Garonnaises       | 4,08             | 81 (2022)                         | 20                 | modifier les données · modifier les données |
| Péchabou                    | 31409      | 31320                               | Toulouse       | Castanet-Tolosan | CA du Sicoval                          | 3,57             | 2 465 (2022)                      | 690                | modifier les données · modifier les données |
| Pechbonnieu                 | 31410      | 31140                               | Toulouse       | Pechbonnieu | CC des Coteaux Bellevue                | 7,52             | 4 792 (2022)                      | 637                | modifier les données · modifier les données |
| Pechbusque                  | 31411      | 31320                               | Toulouse       | Castanet-Tolosan | CA du Sicoval                          | 3,14             | 982 (2022)                        | 313                | modifier les données · modifier les données |
| Péguilhan                   | 31412      | 31350                               | Saint-Gaudens  | Saint-Gaudens | CC Cœur et Coteaux du Comminges        | 23,58            | 255 (2022)                        | 11                 | modifier les données · modifier les données |
| Pelleport                   | 31413      | 31480                               | Toulouse       | Léguevin | CC des Hauts Tolosans                  | 10,38            | 542 (2022)                        | 52                 | modifier les données · modifier les données |
| Peyrissas                   | 31414      | 31420                               | Saint-Gaudens  | Cazères | CC Cœur et Coteaux du Comminges        | 7,82             | 83 (2022)                         | 11                 | modifier les données · modifier les données |
| Peyrouzet                   | 31415      | 31420                               | Saint-Gaudens  | Cazères | CC Cœur et Coteaux du Comminges        | 4,88             | 81 (2022)                         | 17                 | modifier les données · modifier les données |
| Peyssies                    | 31416      | 31390                               | Muret          | Auterive | CC du Volvestre                        | 6,37             | 687 (2022)                        | 108                | modifier les données · modifier les données |
| Pibrac                      | 31417      | 31820                               | Toulouse       | Toulouse-7 | Toulouse Métropole                     | 25,86            | 8 828 (2022)                      | 341                | modifier les données · modifier les données |
| Pin-Balma                   | 31418      | 31130                               | Toulouse       | Toulouse-10 | Toulouse Métropole                     | 6,63             | 1 029 (2022)                      | 155                | modifier les données · modifier les données |
| Le Pin-Murelet              | 31419      | 31370                               | Muret          | Cazères | CC Cœur de Garonne                     | 12,04            | 166 (2022)                        | 14                 | modifier les données · modifier les données |
| Pins-Justaret               | 31421      | 31860                               | Muret          | Portet-sur-Garonne | CA Le Muretain Agglo                   | 4,51             | 4 377 (2022)                      | 971                | modifier les données · modifier les données |
| Pinsaguel                   | 31420      | 31120                               | Muret          | Portet-sur-Garonne | CA Le Muretain Agglo                   | 5,20             | 2 779 (2022)                      | 534                | modifier les données · modifier les données |
| Plagne                      | 31422      | 31220                               | Muret          | Cazères | CC Cœur de Garonne                     | 4,15             | 95 (2022)                         | 23                 | modifier les données · modifier les données |
| Plagnole                    | 31423      | 31370                               | Muret          | Cazères | CC Cœur de Garonne                     | 7,24             | 333 (2022)                        | 46                 | modifier les données · modifier les données |
| Plaisance-du-Touch          | 31424      | 31830                               | Toulouse       | Plaisance-du-Touch | CC Le Grand Ouest Toulousain           | 26,53            | 20 471 (2022)                     | 772                | modifier les données · modifier les données |
| Le Plan                     | 31425      | 31220                               | Muret          | Cazères | CC Cœur de Garonne                     | 8,02             | 434 (2022)                        | 54                 | modifier les données · modifier les données |
| Pointis-de-Rivière          | 31426      | 31210                               | Saint-Gaudens  | Bagnères-de-Luchon | CC des Pyrénées Haut-Garonnaises       | 6,58             | 835 (2022)                        | 127                | modifier les données · modifier les données |
| Pointis-Inard               | 31427      | 31800                               | Saint-Gaudens  | Saint-Gaudens | CC Cœur et Coteaux du Comminges        | 14,66            | 920 (2022)                        | 63                 | modifier les données · modifier les données |
| Polastron                   | 31428      | 31430                               | Muret          | Cazères | CC Cœur de Garonne                     | 4,78             | 64 (2022)                         | 13                 | modifier les données · modifier les données |
| Pompertuzat                 | 31429      | 31450                               | Toulouse       | Escalquens | CA du Sicoval                          | 5,44             | 2 203 (2022)                      | 405                | modifier les données · modifier les données |
| Ponlat-Taillebourg          | 31430      | 31210                               | Saint-Gaudens  | Saint-Gaudens | CC Cœur et Coteaux du Comminges        | 8,60             | 622 (2022)                        | 72                 | modifier les données · modifier les données |
| Portet-d'Aspet              | 31431      | 31160                               | Saint-Gaudens  | Bagnères-de-Luchon | CC Cagire Garonne Salat                | 13,93            | 62 (2022)                         | 4,5                | modifier les données · modifier les données |
| Portet-de-Luchon            | 31432      | 31110                               | Saint-Gaudens  | Bagnères-de-Luchon | CC des Pyrénées Haut-Garonnaises       | 4,11             | 38 (2022)                         | 9,2                | modifier les données · modifier les données |
| Portet-sur-Garonne          | 31433      | 31120                               | Muret          | Portet-sur-Garonne | CA Le Muretain Agglo                   | 16,19            | 9 798 (2022)                      | 605                | modifier les données · modifier les données |
| Poubeau                     | 31434      | 31110                               | Saint-Gaudens  | Bagnères-de-Luchon | CC des Pyrénées Haut-Garonnaises       | 4,21             | 79 (2022)                         | 19                 | modifier les données · modifier les données |
| Poucharramet                | 31435      | 31370                               | Muret          | Cazères | CC Cœur de Garonne                     | 22,53            | 968 (2022)                        | 43                 | modifier les données · modifier les données |
| Pouy-de-Touges              | 31436      | 31430                               | Muret          | Cazères | CC Cœur de Garonne                     | 13,79            | 432 (2022)                        | 31                 | modifier les données · modifier les données |
| Pouze                       | 31437      | 31450                               | Toulouse       | Escalquens | CA du Sicoval                          | 3,82             | 87 (2022)                         | 23                 | modifier les données · modifier les données |
| Préserville                 | 31439      | 31570                               | Toulouse       | Escalquens | CC des Terres du Lauragais             | 12,19            | 765 (2022)                        | 63                 | modifier les données · modifier les données |
| Proupiary                   | 31440      | 31360                               | Saint-Gaudens  | Bagnères-de-Luchon | CC Cagire Garonne Salat                | 4,95             | 64 (2022)                         | 13                 | modifier les données · modifier les données |
| Prunet                      | 31441      | 31460                               | Toulouse       | Revel | CC des Terres du Lauragais             | 4,66             | 149 (2022)                        | 32                 | modifier les données · modifier les données |
| Puydaniel                   | 31442      | 31190                               | Muret          | Auterive | CC du Bassin Auterivain Haut-Garonnais | 7,38             | 573 (2022)                        | 78                 | modifier les données · modifier les données |
| Puymaurin                   | 31443      | 31230                               | Saint-Gaudens  | Cazères | CC Cœur et Coteaux du Comminges        | 22,24            | 310 (2022)                        | 14                 | modifier les données · modifier les données |
| Puysségur                   | 31444      | 31480                               | Toulouse       | Léguevin | CC des Hauts Tolosans                  | 5,44             | 138 (2022)                        | 25                 | modifier les données · modifier les données |
| Quint-Fonsegrives           | 31445      | 31130                               | Toulouse       | Toulouse-10 | Toulouse Métropole                     | 7,38             | 6 059 (2022)                      | 821                | modifier les données · modifier les données |
| Ramonville-Saint-Agne       | 31446      | 31520                               | Toulouse       | Toulouse-11 | CA du Sicoval                          | 6,46             | 15 172 (2022)                     | 2 349              | modifier les données · modifier les données |
| Razecueillé                 | 31447      | 31160                               | Saint-Gaudens  | Bagnères-de-Luchon | CC Cagire Garonne Salat                | 6,50             | 31 (2022)                         | 4,8                | modifier les données · modifier les données |
| Rebigue                     | 31448      | 31320                               | Toulouse       | Castanet-Tolosan | CA du Sicoval                          | 5,16             | 493 (2022)                        | 96                 | modifier les données · modifier les données |
| Régades                     | 31449      | 31800                               | Saint-Gaudens  | Saint-Gaudens | CC Cœur et Coteaux du Comminges        | 3,62             | 131 (2022)                        | 36                 | modifier les données · modifier les données |
| Renneville                  | 31450      | 31290                               | Toulouse       | Revel | CC des Terres du Lauragais             | 8,42             | 539 (2022)                        | 64                 | modifier les données · modifier les données |
| Revel                       | 31451      | 31250                               | Toulouse       | Revel | CC Aux sources du Canal du Midi        | 35,31            | 9 686 (2022)                      | 274                | modifier les données · modifier les données |
| Rieucazé                    | 31452      | 31800                               | Saint-Gaudens  | Saint-Gaudens | CC Cœur et Coteaux du Comminges        | 2,03             | 55 (2022)                         | 27                 | modifier les données · modifier les données |
| Rieumajou                   | 31453      | 31290                               | Toulouse       | Revel | CC des Terres du Lauragais             | 3,77             | 137 (2022)                        | 36                 | modifier les données · modifier les données |
| Rieumes                     | 31454      | 31370                               | Muret          | Cazères | CC Cœur de Garonne                     | 30,90            | 3 564 (2022)                      | 115                | modifier les données · modifier les données |
| Rieux-Volvestre             | 31455      | 31310                               | Muret          | Auterive | CC du Volvestre                        | 32,38            | 2 625 (2022)                      | 81                 | modifier les données · modifier les données |
| Riolas                      | 31456      | 31230                               | Saint-Gaudens  | Cazères | CC Cœur et Coteaux du Comminges        | 2,86             | 55 (2022)                         | 19                 | modifier les données · modifier les données |
| Roquefort-sur-Garonne       | 31457      | 31360                               | Saint-Gaudens  | Bagnères-de-Luchon | CC Cagire Garonne Salat                | 13,56            | 799 (2022)                        | 59                 | modifier les données · modifier les données |
| Roques                      | 31458      | 31120                               | Muret          | Portet-sur-Garonne | CA Le Muretain Agglo                   | 9,30             | 5 295 (2022)                      | 569                | modifier les données · modifier les données |
| Roquesérière                | 31459      | 31380                               | Toulouse       | Pechbonnieu | CC des Coteaux du Girou                | 10,64            | 882 (2022)                        | 83                 | modifier les données · modifier les données |
| Roquettes                   | 31460      | 31120                               | Muret          | Portet-sur-Garonne | CA Le Muretain Agglo                   | 3,36             | 4 292 (2022)                      | 1 277              | modifier les données · modifier les données |
| Rouède                      | 31461      | 31160                               | Saint-Gaudens  | Bagnères-de-Luchon | CC Cagire Garonne Salat                | 6,20             | 289 (2022)                        | 47                 | modifier les données · modifier les données |
| Rouffiac-Tolosan            | 31462      | 31180                               | Toulouse       | Pechbonnieu | CC des Coteaux Bellevue                | 4,67             | 2 186 (2022)                      | 468                | modifier les données · modifier les données |
| Roumens                     | 31463      | 31540                               | Toulouse       | Revel | CC Aux sources du Canal du Midi        | 3,57             | 244 (2022)                        | 68                 | modifier les données · modifier les données |
| Sabonnères                  | 31464      | 31370                               | Muret          | Plaisance-du-Touch | CA Le Muretain Agglo                   | 12,30            | 333 (2022)                        | 27                 | modifier les données · modifier les données |
| Saccourvielle               | 31465      | 31110                               | Saint-Gaudens  | Bagnères-de-Luchon | CC des Pyrénées Haut-Garonnaises       | 3,41             | 22 (2022)                         | 6,5                | modifier les données · modifier les données |
| Saiguède                    | 31466      | 31470                               | Muret          | Plaisance-du-Touch | CA Le Muretain Agglo                   | 11,86            | 798 (2022)                        | 67                 | modifier les données · modifier les données |
| Saint-Alban                 | 31467      | 31140                               | Toulouse       | Castelginest | Toulouse Métropole                     | 4,26             | 6 447 (2022)                      | 1 513              | modifier les données · modifier les données |
| Saint-André                 | 31468      | 31420                               | Saint-Gaudens  | Cazères | CC Cœur et Coteaux du Comminges        | 18,69            | 241 (2022)                        | 13                 | modifier les données · modifier les données |
| Saint-Araille               | 31469      | 31430                               | Muret          | Cazères | CC Cœur de Garonne                     | 6,54             | 125 (2022)                        | 19                 | modifier les données · modifier les données |
| Saint-Aventin               | 31470      | 31110                               | Saint-Gaudens  | Bagnères-de-Luchon | CC des Pyrénées Haut-Garonnaises       | 17,40            | 63 (2022)                         | 3,6                | modifier les données · modifier les données |
| Saint-Béat-Lez              | 31471      | 31440                               | Saint-Gaudens  | Bagnères-de-Luchon | CC des Pyrénées Haut-Garonnaises       | 9,97             | 385 (2022)                        | 39                 | modifier les données · modifier les données |
| Saint-Bertrand-de-Comminges | 31472      | 31510                               | Saint-Gaudens  | Bagnères-de-Luchon | CC des Pyrénées Haut-Garonnaises       | 11,17            | 233 (2022)                        | 21                 | modifier les données · modifier les données |
| Saint-Cézert                | 31473      | 31330                               | Toulouse       | Léguevin | CC des Hauts Tolosans                  | 8,94             | 443 (2022)                        | 50                 | modifier les données · modifier les données |
| Saint-Christaud             | 31474      | 31310                               | Muret          | Auterive | CC du Volvestre                        | 10,87            | 236 (2022)                        | 22                 | modifier les données · modifier les données |
| Saint-Clar-de-Rivière       | 31475      | 31600                               | Muret          | Muret | CA Le Muretain Agglo                   | 10,07            | 1 664 (2022)                      | 165                | modifier les données · modifier les données |
| Saint-Élix-le-Château       | 31476      | 31430                               | Muret          | Cazères | CC Cœur de Garonne                     | 10,52            | 927 (2022)                        | 88                 | modifier les données · modifier les données |
| Saint-Élix-Séglan           | 31477      | 31420                               | Saint-Gaudens  | Cazères | CC Cœur et Coteaux du Comminges        | 2,86             | 47 (2022)                         | 16                 | modifier les données · modifier les données |
| Saint-Félix-Lauragais       | 31478      | 31540                               | Toulouse       | Revel | CC Aux sources du Canal du Midi        | 51,88            | 1 255 (2022)                      | 24                 | modifier les données · modifier les données |
| Saint-Ferréol-de-Comminges  | 31479      | 31350                               | Saint-Gaudens  | Saint-Gaudens | CC Cœur et Coteaux du Comminges        | 5,88             | 60 (2022)                         | 10                 | modifier les données · modifier les données |
| Saint-Frajou                | 31482      | 31230                               | Saint-Gaudens  | Cazères | CC Cœur et Coteaux du Comminges        | 16,61            | 205 (2022)                        | 12                 | modifier les données · modifier les données |
| Saint-Gaudens               | 31483      | 31800                               | Saint-Gaudens  | Saint-Gaudens | CC Cœur et Coteaux du Comminges        | 27,35            | 11 869 (2022)                     | 434                | modifier les données · modifier les données |
| Saint-Geniès-Bellevue       | 31484      | 31180                               | Toulouse       | Pechbonnieu | CC des Coteaux Bellevue                | 3,78             | 2 492 (2022)                      | 659                | modifier les données · modifier les données |
| Saint-Germier               | 31485      | 31290                               | Toulouse       | Revel | CC des Terres du Lauragais             | 3,74             | 120 (2022)                        | 32                 | modifier les données · modifier les données |
| Saint-Hilaire               | 31486      | 31410                               | Muret          | Muret | CA Le Muretain Agglo                   | 6,33             | 1 726 (2022)                      | 273                | modifier les données · modifier les données |
| Saint-Ignan                 | 31487      | 31800                               | Saint-Gaudens  | Saint-Gaudens | CC Cœur et Coteaux du Comminges        | 5,35             | 222 (2022)                        | 41                 | modifier les données · modifier les données |
| Saint-Jean                  | 31488      | 31240                               | Toulouse       | Toulouse-9 | Toulouse Métropole                     | 5,94             | 11 239 (2022)                     | 1 892              | modifier les données · modifier les données |
| Saint-Jean-Lherm            | 31489      | 31380                               | Toulouse       | Pechbonnieu | CC des Coteaux du Girou                | 7,92             | 430 (2022)                        | 54                 | modifier les données · modifier les données |
| Saint-Jory                  | 31490      | 31790                               | Toulouse       | Castelginest | Toulouse Métropole                     | 19,10            | 7 996 (2022)                      | 419                | modifier les données · modifier les données |
| Saint-Julia                 | 31491      | 31540                               | Toulouse       | Revel | CC Aux sources du Canal du Midi        | 11,46            | 417 (2022)                        | 36                 | modifier les données · modifier les données |
| Saint-Julien-sur-Garonne    | 31492      | 31220                               | Muret          | Auterive | CC du Volvestre                        | 8,15             | 552 (2022)                        | 68                 | modifier les données · modifier les données |
| Saint-Lary-Boujean          | 31493      | 31350                               | Saint-Gaudens  | Saint-Gaudens | CC Cœur et Coteaux du Comminges        | 8,39             | 127 (2022)                        | 15                 | modifier les données · modifier les données |
| Saint-Laurent               | 31494      | 31230                               | Saint-Gaudens  | Cazères | CC Cœur et Coteaux du Comminges        | 8,39             | 177 (2022)                        | 21                 | modifier les données · modifier les données |
| Saint-Léon                  | 31495      | 31560                               | Toulouse       | Escalquens | CC des Terres du Lauragais             | 24,21            | 1 284 (2022)                      | 53                 | modifier les données · modifier les données |
| Saint-Loup-Cammas           | 31497      | 31140                               | Toulouse       | Pechbonnieu | CC des Coteaux Bellevue                | 3,65             | 2 343 (2022)                      | 642                | modifier les données · modifier les données |
| Saint-Loup-en-Comminges     | 31498      | 31350                               | Saint-Gaudens  | Saint-Gaudens | CC Cœur et Coteaux du Comminges        | 4,73             | 38 (2022)                         | 8,0                | modifier les données · modifier les données |
| Saint-Lys                   | 31499      | 31470                               | Muret          | Plaisance-du-Touch | CA Le Muretain Agglo                   | 21,30            | 9 776 (2022)                      | 459                | modifier les données · modifier les données |
| Saint-Mamet                 | 31500      | 31110                               | Saint-Gaudens  | Bagnères-de-Luchon | CC des Pyrénées Haut-Garonnaises       | 11,16            | 552 (2022)                        | 49                 | modifier les données · modifier les données |
| Saint-Marcel-Paulel         | 31501      | 31590                               | Toulouse       | Pechbonnieu | CC des Coteaux du Girou                | 7,10             | 481 (2022)                        | 68                 | modifier les données · modifier les données |
| Saint-Marcet                | 31502      | 31800                               | Saint-Gaudens  | Saint-Gaudens | CC Cœur et Coteaux du Comminges        | 14,06            | 370 (2022)                        | 26                 | modifier les données · modifier les données |
| Saint-Martory               | 31503      | 31360                               | Saint-Gaudens  | Bagnères-de-Luchon | CC Cagire Garonne Salat                | 8,30             | 1 039 (2022)                      | 125                | modifier les données · modifier les données |
| Saint-Médard                | 31504      | 31360                               | Saint-Gaudens  | Bagnères-de-Luchon | CC Cagire Garonne Salat                | 5,32             | 224 (2022)                        | 42                 | modifier les données · modifier les données |
| Saint-Michel                | 31505      | 31220                               | Muret          | Cazères | CC Cœur de Garonne                     | 15,53            | 310 (2022)                        | 20                 | modifier les données · modifier les données |
| Saint-Orens-de-Gameville    | 31506      | 31650                               | Toulouse       | Castanet-Tolosan | Toulouse Métropole                     | 13,06            | 14 229 (2022)                     | 1 090              | modifier les données · modifier les données |
| Saint-Paul-d'Oueil          | 31508      | 31110                               | Saint-Gaudens  | Bagnères-de-Luchon | CC des Pyrénées Haut-Garonnaises       | 7,46             | 42 (2022)                         | 5,6                | modifier les données · modifier les données |
| Saint-Paul-sur-Save         | 31507      | 31530                               | Toulouse       | Léguevin | CC des Hauts Tolosans                  | 5,07             | 1 749 (2022)                      | 345                | modifier les données · modifier les données |
| Saint-Pé-d'Ardet            | 31509      | 31510                               | Saint-Gaudens  | Bagnères-de-Luchon | CC des Pyrénées Haut-Garonnaises       | 3,47             | 166 (2022)                        | 48                 | modifier les données · modifier les données |
| Saint-Pé-Delbosc            | 31510      | 31350                               | Saint-Gaudens  | Saint-Gaudens | CC Cœur et Coteaux du Comminges        | 5,51             | 144 (2022)                        | 26                 | modifier les données · modifier les données |
| Saint-Pierre                | 31511      | 31590                               | Toulouse       | Pechbonnieu | CC des Coteaux du Girou                | 4,74             | 261 (2022)                        | 55                 | modifier les données · modifier les données |
| Saint-Pierre-de-Lages       | 31512      | 31570                               | Toulouse       | Revel | CC des Terres du Lauragais             | 7,20             | 887 (2022)                        | 123                | modifier les données · modifier les données |
| Saint-Plancard              | 31513      | 31580                               | Saint-Gaudens  | Saint-Gaudens | CC Cœur et Coteaux du Comminges        | 16,09            | 395 (2022)                        | 25                 | modifier les données · modifier les données |
| Saint-Rome                  | 31514      | 31290                               | Toulouse       | Revel | CC des Terres du Lauragais             | 3,63             | 58 (2022)                         | 16                 | modifier les données · modifier les données |
| Saint-Rustice               | 31515      | 31620                               | Toulouse       | Villemur-sur-Tarn | CC du Frontonnais                      | 2,36             | 429 (2022)                        | 182                | modifier les données · modifier les données |
| Saint-Sauveur               | 31516      | 31790                               | Toulouse       | Villemur-sur-Tarn | CC du Frontonnais                      | 7,04             | 2 235 (2022)                      | 317                | modifier les données · modifier les données |
| Saint-Sulpice-sur-Lèze      | 31517      | 31410                               | Muret          | Auterive | CC du Volvestre                        | 13,97            | 2 288 (2022)                      | 164                | modifier les données · modifier les données |
| Saint-Thomas                | 31518      | 31470                               | Muret          | Plaisance-du-Touch | CA Le Muretain Agglo                   | 14,01            | 614 (2022)                        | 44                 | modifier les données · modifier les données |
| Saint-Vincent               | 31519      | 31290                               | Toulouse       | Revel | CC des Terres du Lauragais             | 3,07             | 213 (2022)                        | 69                 | modifier les données · modifier les données |
| Sainte-Foy-d'Aigrefeuille   | 31480      | 31570                               | Toulouse       | Escalquens | CC des Terres du Lauragais             | 9,68             | 2 512 (2022)                      | 260                | modifier les données · modifier les données |
| Sainte-Foy-de-Peyrolières   | 31481      | 31470                               | Muret          | Cazères | CC Cœur de Garonne                     | 38,02            | 2 093 (2022)                      | 55                 | modifier les données · modifier les données |
| Sainte-Livrade              | 31496      | 31530                               | Toulouse       | Léguevin | CC Le Grand Ouest Toulousain           | 6,16             | 256 (2022)                        | 42                 | modifier les données · modifier les données |
| Sajas                       | 31520      | 31370                               | Muret          | Cazères | CC Cœur de Garonne                     | 5,00             | 105 (2022)                        | 21                 | modifier les données · modifier les données |
| Saleich                     | 31521      | 31260                               | Saint-Gaudens  | Bagnères-de-Luchon | CC Cagire Garonne Salat                | 14,29            | 337 (2022)                        | 24                 | modifier les données · modifier les données |
| Salherm                     | 31522      | 31230                               | Saint-Gaudens  | Cazères | CC Cœur et Coteaux du Comminges        | 5,87             | 64 (2022)                         | 11                 | modifier les données · modifier les données |
| Salies-du-Salat             | 31523      | 31260                               | Saint-Gaudens  | Bagnères-de-Luchon | CC Cagire Garonne Salat                | 6,81             | 1 737 (2022)                      | 255                | modifier les données · modifier les données |
| Salles-et-Pratviel          | 31524      | 31110                               | Saint-Gaudens  | Bagnères-de-Luchon | CC des Pyrénées Haut-Garonnaises       | 2,12             | 127 (2022)                        | 60                 | modifier les données · modifier les données |
| Salles-sur-Garonne          | 31525      | 31390                               | Muret          | Auterive | CC du Volvestre                        | 5,68             | 591 (2022)                        | 104                | modifier les données · modifier les données |
| La Salvetat-Lauragais       | 31527      | 31460                               | Toulouse       | Revel | CC des Terres du Lauragais             | 3,66             | 149 (2022)                        | 41                 | modifier les données · modifier les données |
| La Salvetat-Saint-Gilles    | 31526      | 31880                               | Toulouse       | Léguevin | CC Le Grand Ouest Toulousain           | 5,75             | 8 477 (2022)                      | 1 474              | modifier les données · modifier les données |
| Saman                       | 31528      | 31350                               | Saint-Gaudens  | Saint-Gaudens | CC Cœur et Coteaux du Comminges        | 5,54             | 145 (2022)                        | 26                 | modifier les données · modifier les données |
| Samouillan                  | 31529      | 31420                               | Saint-Gaudens  | Cazères | CC Cœur et Coteaux du Comminges        | 5,33             | 110 (2022)                        | 21                 | modifier les données · modifier les données |
| Sana                        | 31530      | 31220                               | Muret          | Cazères | CC Cœur de Garonne                     | 2,74             | 239 (2022)                        | 87                 | modifier les données · modifier les données |
| Sarrecave                   | 31531      | 31350                               | Saint-Gaudens  | Saint-Gaudens | CC Cœur et Coteaux du Comminges        | 2,49             | 72 (2022)                         | 29                 | modifier les données · modifier les données |
| Sarremezan                  | 31532      | 31350                               | Saint-Gaudens  | Saint-Gaudens | CC Cœur et Coteaux du Comminges        | 4,25             | 90 (2022)                         | 21                 | modifier les données · modifier les données |
| Saubens                     | 31533      | 31600                               | Muret          | Portet-sur-Garonne | CA Le Muretain Agglo                   | 5,99             | 2 351 (2022)                      | 392                | modifier les données · modifier les données |
| Saussens                    | 31534      | 31460                               | Toulouse       | Revel | CC des Terres du Lauragais             | 3,02             | 215 (2022)                        | 71                 | modifier les données · modifier les données |
| Sauveterre-de-Comminges     | 31535      | 31510                               | Saint-Gaudens  | Bagnères-de-Luchon | CC des Pyrénées Haut-Garonnaises       | 30,52            | 704 (2022)                        | 23                 | modifier les données · modifier les données |
| Saux-et-Pomarède            | 31536      | 31800                               | Saint-Gaudens  | Saint-Gaudens | CC Cœur et Coteaux du Comminges        | 12,52            | 241 (2022)                        | 19                 | modifier les données · modifier les données |
| Savarthès                   | 31537      | 31800                               | Saint-Gaudens  | Saint-Gaudens | CC Cœur et Coteaux du Comminges        | 3,05             | 195 (2022)                        | 64                 | modifier les données · modifier les données |
| Savères                     | 31538      | 31370                               | Muret          | Cazères | CC Cœur de Garonne                     | 10,71            | 213 (2022)                        | 20                 | modifier les données · modifier les données |
| Sédeilhac                   | 31539      | 31580                               | Saint-Gaudens  | Saint-Gaudens | CC Cœur et Coteaux du Comminges        | 6,16             | 65 (2022)                         | 11                 | modifier les données · modifier les données |
| Ségreville                  | 31540      | 31460                               | Toulouse       | Revel | CC des Terres du Lauragais             | 4,97             | 336 (2022)                        | 68                 | modifier les données · modifier les données |
| Seilh                       | 31541      | 31840                               | Toulouse       | Blagnac | Toulouse Métropole                     | 6,16             | 3 311 (2022)                      | 538                | modifier les données · modifier les données |
| Seilhan                     | 31542      | 31510                               | Saint-Gaudens  | Bagnères-de-Luchon | CC des Pyrénées Haut-Garonnaises       | 4,68             | 209 (2022)                        | 45                 | modifier les données · modifier les données |
| Sénarens                    | 31543      | 31430                               | Muret          | Cazères | CC Cœur de Garonne                     | 6,93             | 118 (2022)                        | 17                 | modifier les données · modifier les données |
| Sengouagnet                 | 31544      | 31160                               | Saint-Gaudens  | Bagnères-de-Luchon | CC Cagire Garonne Salat                | 18,60            | 225 (2022)                        | 12                 | modifier les données · modifier les données |
| Sepx                        | 31545      | 31360                               | Saint-Gaudens  | Bagnères-de-Luchon | CC Cagire Garonne Salat                | 12,37            | 200 (2022)                        | 16                 | modifier les données · modifier les données |
| Seyre                       | 31546      | 31560                               | Toulouse       | Escalquens | CC des Terres du Lauragais             | 3,89             | 127 (2022)                        | 33                 | modifier les données · modifier les données |
| Seysses                     | 31547      | 31600                               | Muret          | Muret | CA Le Muretain Agglo                   | 25,26            | 10 167 (2022)                     | 402                | modifier les données · modifier les données |
| Signac                      | 31548      | 31440                               | Saint-Gaudens  | Bagnères-de-Luchon | CC des Pyrénées Haut-Garonnaises       | 3,51             | 41 (2022)                         | 12                 | modifier les données · modifier les données |
| Sode                        | 31549      | 31110                               | Saint-Gaudens  | Bagnères-de-Luchon | CC des Pyrénées Haut-Garonnaises       | 5,53             | 20 (2022)                         | 3,6                | modifier les données · modifier les données |
| Soueich                     | 31550      | 31160                               | Saint-Gaudens  | Bagnères-de-Luchon | CC Cagire Garonne Salat                | 11,33            | 517 (2022)                        | 46                 | modifier les données · modifier les données |
| Tarabel                     | 31551      | 31570                               | Toulouse       | Revel | CC des Terres du Lauragais             | 7,42             | 596 (2022)                        | 80                 | modifier les données · modifier les données |
| Terrebasse                  | 31552      | 31420                               | Saint-Gaudens  | Cazères | CC Cœur et Coteaux du Comminges        | 9,56             | 139 (2022)                        | 15                 | modifier les données · modifier les données |
| Thil                        | 31553      | 31530                               | Toulouse       | Léguevin | CC des Hauts Tolosans                  | 23,68            | 1 121 (2022)                      | 47                 | modifier les données · modifier les données |
| Touille                     | 31554      | 31260                               | Saint-Gaudens  | Bagnères-de-Luchon | CC Cagire Garonne Salat                | 6,49             | 248 (2022)                        | 38                 | modifier les données · modifier les données |
| Tournefeuille               | 31557      | 31170                               | Toulouse       | Tournefeuille | Toulouse Métropole                     | 18,17            | 29 724 (2022)                     | 1 636              | modifier les données · modifier les données |
| Les Tourreilles             | 31556      | 31210                               | Saint-Gaudens  | Saint-Gaudens | CC Cœur et Coteaux du Comminges        | 12,33            | 380 (2022)                        | 31                 | modifier les données · modifier les données |
| Toutens                     | 31558      | 31460                               | Toulouse       | Revel | CC des Terres du Lauragais             | 4,86             | 430 (2022)                        | 88                 | modifier les données · modifier les données |
| Trébons-de-Luchon           | 31559      | 31110                               | Saint-Gaudens  | Bagnères-de-Luchon | CC des Pyrénées Haut-Garonnaises       | 0,83             | 8 (2022)                          | 9,6                | modifier les données · modifier les données |
| Trébons-sur-la-Grasse       | 31560      | 31290                               | Toulouse       | Revel | CC des Terres du Lauragais             | 10,87            | 493 (2022)                        | 45                 | modifier les données · modifier les données |
| L'Union                     | 31561      | 31240                               | Toulouse       | Toulouse-9 | Toulouse Métropole                     | 6,77             | 12 410 (2022)                     | 1 833              | modifier les données · modifier les données |
| Urau                        | 31562      | 31260                               | Saint-Gaudens  | Bagnères-de-Luchon | CC Cagire Garonne Salat                | 18,45            | 116 (2022)                        | 6,3                | modifier les données · modifier les données |
| Vacquiers                   | 31563      | 31340                               | Toulouse       | Villemur-sur-Tarn | CC du Frontonnais                      | 19,61            | 1 440 (2022)                      | 73                 | modifier les données · modifier les données |
| Valcabrère                  | 31564      | 31510                               | Saint-Gaudens  | Bagnères-de-Luchon | CC des Pyrénées Haut-Garonnaises       | 1,61             | 150 (2022)                        | 93                 | modifier les données · modifier les données |
| Valentine                   | 31565      | 31800                               | Saint-Gaudens  | Saint-Gaudens | CC Cœur et Coteaux du Comminges        | 8,03             | 875 (2022)                        | 109                | modifier les données · modifier les données |
| Vallègue                    | 31566      | 31290                               | Toulouse       | Revel | CC des Terres du Lauragais             | 4,18             | 505 (2022)                        | 121                | modifier les données · modifier les données |
| Vallesvilles                | 31567      | 31570                               | Toulouse       | Revel | CC des Terres du Lauragais             | 8,16             | 439 (2022)                        | 54                 | modifier les données · modifier les données |
| Varennes                    | 31568      | 31450                               | Toulouse       | Escalquens | CA du Sicoval                          | 4,61             | 256 (2022)                        | 56                 | modifier les données · modifier les données |
| Vaudreuille                 | 31569      | 31250                               | Toulouse       | Revel | CC Aux sources du Canal du Midi        | 11,30            | 385 (2022)                        | 34                 | modifier les données · modifier les données |
| Vaux                        | 31570      | 31540                               | Toulouse       | Revel | CC Aux sources du Canal du Midi        | 10,41            | 308 (2022)                        | 30                 | modifier les données · modifier les données |
| Vendine                     | 31571      | 31460                               | Toulouse       | Revel | CC des Terres du Lauragais             | 2,87             | 276 (2022)                        | 96                 | modifier les données · modifier les données |
| Venerque                    | 31572      | 31810                               | Muret          | Portet-sur-Garonne | CC du Bassin Auterivain Haut-Garonnais | 14,57            | 2 898 (2022)                      | 199                | modifier les données · modifier les données |
| Verfeil                     | 31573      | 31590                               | Toulouse       | Pechbonnieu | CC des Coteaux du Girou                | 41,23            | 3 867 (2022)                      | 94                 | modifier les données · modifier les données |
| Vernet                      | 31574      | 31810                               | Muret          | Portet-sur-Garonne | CC du Bassin Auterivain Haut-Garonnais | 10,53            | 3 294 (2022)                      | 313                | modifier les données · modifier les données |
| Vieille-Toulouse            | 31575      | 31320                               | Toulouse       | Castanet-Tolosan | CA du Sicoval                          | 5,53             | 1 224 (2022)                      | 221                | modifier les données · modifier les données |
| Vieillevigne                | 31576      | 31290                               | Toulouse       | Revel | CC des Terres du Lauragais             | 3,14             | 349 (2022)                        | 111                | modifier les données · modifier les données |
| Vignaux                     | 31577      | 31480                               | Toulouse       | Léguevin | CC des Hauts Tolosans                  | 4,04             | 157 (2022)                        | 39                 | modifier les données · modifier les données |
| Vigoulet-Auzil              | 31578      | 31320                               | Toulouse       | Castanet-Tolosan | CA du Sicoval                          | 3,46             | 1 021 (2022)                      | 295                | modifier les données · modifier les données |
| Villariès                   | 31579      | 31380                               | Toulouse       | Pechbonnieu | CC des Coteaux du Girou                | 7,33             | 879 (2022)                        | 120                | modifier les données · modifier les données |
| Villate                     | 31580      | 31860                               | Muret          | Portet-sur-Garonne | CA Le Muretain Agglo                   | 1,82             | 1 187 (2022)                      | 652                | modifier les données · modifier les données |
| Villaudric                  | 31581      | 31620                               | Toulouse       | Villemur-sur-Tarn | CC du Frontonnais                      | 12,16            | 1 649 (2022)                      | 136                | modifier les données · modifier les données |
| Villefranche-de-Lauragais   | 31582      | 31290                               | Toulouse       | Revel | CC des Terres du Lauragais             | 10,35            | 5 054 (2022)                      | 488                | modifier les données · modifier les données |
| Villematier                 | 31583      | 31340                               | Toulouse       | Villemur-sur-Tarn | CC Val'Aïgo                            | 14,96            | 1 116 (2022)                      | 75                 | modifier les données · modifier les données |
| Villemur-sur-Tarn           | 31584      | 31340                               | Toulouse       | Villemur-sur-Tarn | CC Val'Aïgo                            | 46,57            | 6 235 (2022)                      | 134                | modifier les données · modifier les données |
| Villeneuve-de-Rivière       | 31585      | 31800                               | Saint-Gaudens  | Saint-Gaudens | CC Cœur et Coteaux du Comminges        | 13,57            | 1 732 (2022)                      | 128                | modifier les données · modifier les données |
| Villeneuve-Lécussan         | 31586      | 31580                               | Saint-Gaudens  | Saint-Gaudens | CC Cœur et Coteaux du Comminges        | 16,10            | 570 (2022)                        | 35                 | modifier les données · modifier les données |
| Villeneuve-lès-Bouloc       | 31587      | 31620                               | Toulouse       | Villemur-sur-Tarn | CC du Frontonnais                      | 12,66            | 1 687 (2022)                      | 133                | modifier les données · modifier les données |
| Villeneuve-Tolosane         | 31588      | 31270                               | Toulouse       | Tournefeuille | Toulouse Métropole                     | 5,08             | 10 704 (2022)                     | 2 107              | modifier les données · modifier les données |
| Villenouvelle               | 31589      | 31290                               | Toulouse       | Revel | CC des Terres du Lauragais             | 7,95             | 1 470 (2022)                      | 185                | modifier les données · modifier les données |
| Haute-Garonne               | 31         |                                     |                | |                                        | 6 309,00         | 1 456 261 (2022)                  | 231                | modifier les données                        |